# VVV-Venlo in het seizoen 2018/19
Dit artikel geeft een overzicht van VVV-Venlo in het seizoen 2018/2019.

## Selectie 2018 - 2019
| Nr. | Positie | Speler                 |
| --- | ------- | ---------------------- |
| 1   | DM      | Lars Unnerstall        |
| 2   | V       | Moreno Rutten          |
| 3   | V       | Jerold Promes          |
| 4   | V       | Roel Janssen           |
| 5   | V       | Joël Roeffen           |
| 6   | M       | Danny Post             |
| 7   | A       | Martin Samuelsen       |
| 8   | M       | Peter van Ooijen       |
| 9   | M       | Ralf Seuntjens         |
| 10  | A       | Johnatan Opoku         |
| 11  | A       | Jay-Roy Grot           |
| 13  | V       | Nils Röseler           |
| 14  | V       | Christian Kum          |
| 15  | V       | Josimar Lima           |
| 16  | DM      | Delano van Crooij      |
| 17  | V       | Tristan Dekker         |
| 19  | A       | Patrick Joosten        |
| 20  | V       | Damian van Bruggen     |
| 21  | V       | Axel Borgmann          |
| 22  | DM      | Bram Verbong           |
| 23  | V       | Joost Peeters          |
| 25  | V       | Evren Korkmaz          |
| 26  | A       | Peniel Mlapa           |
| 29  | M       | Evert Linthorst        |
| 30  | V       | Stan van Dijck         |
| 31  | M       | Tino-Sven Sušić        |
| 32  | M       | Paul Wienhoven         |
| 33  | A       | Joop Daniëls           |
| 34  | M       | Simon Janssen          |
| 35  | M       | Sem Steijn             |
| 36  | A       | Aaron Bastiaans        |
| 37  | V       | Justin Coenen          |
| 38  | A       | Yahcuroo Roemer        |
| 39  | V       | Kay van de Vorst       |
| 40  | A       | Sotirios Kokkinis      |
| 41  | V       | Joep Munsters          |
| 42  | DM      | Jens Craenmehr         |
|     | A       | Joshua Geurts          |
|     | A       | Kimbyze-Kimby Januário |
|     | V       | Martijn Samson         |
|     | M       | Ramon de Wilde         |

### Aangetrokken spelers
- Aaron Bastiaans eigen jeugd
- Axel Borgmann van FC Vaduz
- Damian van Bruggen van PSV, was al gehuurd
- Justin Coenen eigen jeugd
- Jens Craenmehr eigen jeugd
- Joop Daniëls van PSV
- Joshua Geurts eigen jeugd
- Jay-Roy Grot, gehuurd van Leeds United
- Kimbyze-Kimby Januário eigen jeugd
- Patrick Joosten, gehuurd van FC Utrecht
- Sotirios Kokkinis eigen jeugd
- Christian Kum van Roda JC
- Peniel Mlapa, gehuurd van Dynamo Dresden
- Joep Munsters eigen jeugd
- Peter van Ooijen van Heracles Almelo
- Joost Peeters eigen jeugd
- Joël Roeffen eigen jeugd
- Yahcuroo Roemer eigen jeugd
- Martin Samuelsen, gehuurd van West Ham United
- Sem Steijn, gehuurd van ADO Den Haag
- Tino-Sven Sušić van Royal Antwerp FC
- Ramon de Wilde eigen jeugd
- Josimar Lima, in de loop van het seizoen van FC Lahti

### Uitgaande spelers
- Lugman Bezzat naar KSK Hasselt
- Romeo Castelen naar onbekend
- Vito van Crooij naar PEC Zwolle
- Roy Gielen naar EVV
- Moos Hendrix naar JVC Cuijk
- Dion van Horne naar Helmond Sport
- Torino Hunte naar Almere City FC
- Emil Riis Jakobsen naar Randers FC (was gehuurd van Derby County)
- Jens Janse naar Ellera
- Lars Joosten naar Wilhelmina '08
- Leroy Labylle naar N.E.C.
- Clint Leemans naar PEC Zwolle
- Jeffrey Rijkers naar EVV
- Lennart Thy naar BB Erzurumspor (was gehuurd van Werder Bremen)
- Joshua Geurts in de loop van het seizoen naar SHH
- Martin Samuelsen, in de loop van het seizoen door West Ham United verhuurd aan FK Haugesund

## Wedstrijden

### Eredivisie
Speelronde 1:
| zaterdag 11 augustus 2018, 18:30 | Willem II | 0-1 (0-1) | VVV-Venlo | Opstelling Willem II | Opstelling VVV-Venlo |  |
| Stadion: Koning Willem II Stadion, Tilburg Toeschouwers: 11.800 Arbiter: Dieperink |           |           | 21' Post  | Wellenreuther, Dankerlui, Lewis, Heerkens , Palacios, Lieftink, Crowley, Llonch 76' ( Saddiki 90'), Croux, Sol 73', McGarry 63' ( Kolovos) RESERVEBANK: Branderhorst, Woud, Van den Bogert, Meißner, Akkaynak, Lauwers, Kristinsson | Unnerstall, Kum 43', Promes, Röseler, R. Janssen, Rutten, Post 45', Sušić, Van Ooijen 74' ( Grot), Seuntjens 65' ( Opoku), Samuelsen 81' ( Van Bruggen) RESERVEBANK: D. van Crooij, Verbong, Dekker, Korkmaz, Borgmann, Linthorst, S. Steijn, Bastiaans, Roemer |  |
| Stadion: Koning Willem II Stadion, Tilburg Toeschouwers: 11.800 Arbiter: Dieperink |           |           |           | Wellenreuther, Dankerlui, Lewis, Heerkens , Palacios, Lieftink, Crowley, Llonch 76' ( Saddiki 90'), Croux, Sol 73', McGarry 63' ( Kolovos) RESERVEBANK: Branderhorst, Woud, Van den Bogert, Meißner, Akkaynak, Lauwers, Kristinsson | Unnerstall, Kum 43', Promes, Röseler, R. Janssen, Rutten, Post 45', Sušić, Van Ooijen 74' ( Grot), Seuntjens 65' ( Opoku), Samuelsen 81' ( Van Bruggen) RESERVEBANK: D. van Crooij, Verbong, Dekker, Korkmaz, Borgmann, Linthorst, S. Steijn, Bastiaans, Roemer |  |
| Stadion: Koning Willem II Stadion, Tilburg Toeschouwers: 11.800 Arbiter: Dieperink |           |           |           | Wellenreuther, Dankerlui, Lewis, Heerkens , Palacios, Lieftink, Crowley, Llonch 76' ( Saddiki 90'), Croux, Sol 73', McGarry 63' ( Kolovos) RESERVEBANK: Branderhorst, Woud, Van den Bogert, Meißner, Akkaynak, Lauwers, Kristinsson | Unnerstall, Kum 43', Promes, Röseler, R. Janssen, Rutten, Post 45', Sušić, Van Ooijen 74' ( Grot), Seuntjens 65' ( Opoku), Samuelsen 81' ( Van Bruggen) RESERVEBANK: D. van Crooij, Verbong, Dekker, Korkmaz, Borgmann, Linthorst, S. Steijn, Bastiaans, Roemer |  |
| Bijz.: Primeur: in de 70e minuut wordt voor het eerst in de Eredivisie een doelpunt afgekeurd na het raadplegen van de videoscheidsrechter (VAR). Volgens videoscheidsrechter Kevin Blom had doelpuntenmaker Fran Sol de bal à la Maradona met zijn arm binnen gewerkt. Voor het eerst in de eredivisiehistorie wint VVV een openingsduel buiten Venlo. Competitiedebuut Christian Kum, Tino-Sven Sušić, Peter van Ooijen, Martin Samuelsen en Jay-Roy Grot namens VVV. |           |           |           | | |  |

Speelronde 2:
| zaterdag 18 augustus 2018, 18:30 | VVV-Venlo | 0-1 (0-0) | AFC Ajax         | Opstelling VVV-Venlo | Opstelling AFC Ajax |  |
| Stadion: Stadion De Koel, Venlo Toeschouwers: 8.000 Arbiter: Blom |           |           | 88' (pen.) Tadić | Unnerstall, Kum 89' ( Dekker), Promes, Röseler, R. Janssen, Rutten, Post , Van Ooijen, Samuelsen, Seuntjens 70' ( Opoku), Grot 74' ( Borgmann) RESERVEBANK: D. van Crooij, Verbong, Van Bruggen, Korkmaz, Linthorst, Sušić, S. Steijn, S. Janssen, Roemer | Onana 90', Mazraoui, De Ligt , Blind 82' ( Van de Beek), Tagliafico, Schöne 72' ( Eiting), Tadić, F. de Jong, Ziyech, Huntelaar, Neres 26' ( Labyad) RESERVEBANK: Lamprou, Kristensen, Wöber, De Wit, Sierhuis |  |
| Stadion: Stadion De Koel, Venlo Toeschouwers: 8.000 Arbiter: Blom |           |           |                  | Unnerstall, Kum 89' ( Dekker), Promes, Röseler, R. Janssen, Rutten, Post , Van Ooijen, Samuelsen, Seuntjens 70' ( Opoku), Grot 74' ( Borgmann) RESERVEBANK: D. van Crooij, Verbong, Van Bruggen, Korkmaz, Linthorst, Sušić, S. Steijn, S. Janssen, Roemer | Onana 90', Mazraoui, De Ligt , Blind 82' ( Van de Beek), Tagliafico, Schöne 72' ( Eiting), Tadić, F. de Jong, Ziyech, Huntelaar, Neres 26' ( Labyad) RESERVEBANK: Lamprou, Kristensen, Wöber, De Wit, Sierhuis |  |
| Stadion: Stadion De Koel, Venlo Toeschouwers: 8.000 Arbiter: Blom |           |           |                  | Unnerstall, Kum 89' ( Dekker), Promes, Röseler, R. Janssen, Rutten, Post , Van Ooijen, Samuelsen, Seuntjens 70' ( Opoku), Grot 74' ( Borgmann) RESERVEBANK: D. van Crooij, Verbong, Van Bruggen, Korkmaz, Linthorst, Sušić, S. Steijn, S. Janssen, Roemer | Onana 90', Mazraoui, De Ligt , Blind 82' ( Van de Beek), Tagliafico, Schöne 72' ( Eiting), Tadić, F. de Jong, Ziyech, Huntelaar, Neres 26' ( Labyad) RESERVEBANK: Lamprou, Kristensen, Wöber, De Wit, Sierhuis |  |
| Bijz.: Doelpunt VVV in de 39e minuut afgekeurd na het raadplegen van de videoscheidsrechter (VAR). Volgens videoscheidsrechter Jochem Kamphuis had doelpuntenmaker Martin Samuelsen voorafgaand het shirt van Nicolás Tagliafico vastgehouden. Ook de winnende strafschop van Ajax werd pas gegeven op advies van de VAR. Competitiedebuut Axel Borgmann namens VVV. |           |           |                  | | |  |

Speelronde 3:
| zondag 26 augustus 2018, 14:30                                               | FC Utrecht | 1-1 (1-0) | VVV-Venlo        | Opstelling FC Utrecht | Opstelling VVV-Venlo |  |
| Stadion: Stadion Galgenwaard, Utrecht Toeschouwers: 15.226 Arbiter: Makkelie | Gavory 23' |           | 47' (pen.) Sušić | Jensen, Klaiber, Bergström, Janssen 53', Guwara, Emanuelson 61' ( Letschert), Gustafson 61' ( Makienok), Gavory, Boussaid, Van de Streek, Kerk 79' ( Dessers) RESERVEBANK: Paes, Van der Maarel, Troupée, Velanas, Joosten, Görtler | Unnerstall, Kum, Röseler, Promes, R. Janssen, Rutten, Post , Sušić 78', Samuelsen 65' ( Van Ooijen), Seuntjens, Grot 46' ( Opoku) RESERVEBANK: D. van Crooij, Verbong, Dekker, Van Bruggen, Borgmann, S. Janssen, S. Steijn, Mlapa, Roemer |  |
| Stadion: Stadion Galgenwaard, Utrecht Toeschouwers: 15.226 Arbiter: Makkelie |            |           |                  | Jensen, Klaiber, Bergström, Janssen 53', Guwara, Emanuelson 61' ( Letschert), Gustafson 61' ( Makienok), Gavory, Boussaid, Van de Streek, Kerk 79' ( Dessers) RESERVEBANK: Paes, Van der Maarel, Troupée, Velanas, Joosten, Görtler | Unnerstall, Kum, Röseler, Promes, R. Janssen, Rutten, Post , Sušić 78', Samuelsen 65' ( Van Ooijen), Seuntjens, Grot 46' ( Opoku) RESERVEBANK: D. van Crooij, Verbong, Dekker, Van Bruggen, Borgmann, S. Janssen, S. Steijn, Mlapa, Roemer |  |
| Stadion: Stadion Galgenwaard, Utrecht Toeschouwers: 15.226 Arbiter: Makkelie |            |           |                  | Jensen, Klaiber, Bergström, Janssen 53', Guwara, Emanuelson 61' ( Letschert), Gustafson 61' ( Makienok), Gavory, Boussaid, Van de Streek, Kerk 79' ( Dessers) RESERVEBANK: Paes, Van der Maarel, Troupée, Velanas, Joosten, Görtler | Unnerstall, Kum, Röseler, Promes, R. Janssen, Rutten, Post , Sušić 78', Samuelsen 65' ( Van Ooijen), Seuntjens, Grot 46' ( Opoku) RESERVEBANK: D. van Crooij, Verbong, Dekker, Van Bruggen, Borgmann, S. Janssen, S. Steijn, Mlapa, Roemer |  |
|                                                                              |            |           |                  | | |  |

Speelronde 4:
| zaterdag 1 september 2018, 18:30                                                                                    | VVV-Venlo   | 1-1 (0-1) | sc Heerenveen | Opstelling VVV-Venlo | Opstelling sc Heerenveen |  |
| Stadion: Stadion De Koel, Venlo Toeschouwers: 6.235 Arbiter: Lindhout                                               | Joosten 69' |           | 32' Lammers   | Unnerstall, Rutten 62' 88' ( Kum), Promes, Röseler, R. Janssen, Post , Seuntjens, Van Ooijen 71' ( Sušić), Samuelsen 46' ( Joosten), Opoku, Grot RESERVEBANK: D. van Crooij, Verbong, Dekker, Van Bruggen, Borgmann, Mlapa | Hahn, Floranus, Høegh , Bulthuis, Pierie, Thorsby 59', Kobayashi, Rienstra, Vlap 75' ( Van Bergen), Lammers, Zeneli 88' ( Bruijn) RESERVEBANK: Bednarek, Doornbusch, Woudenberg, Schmidt, Næss, Van Amersfoort, Kongolo, Mihajlović, Rojas |  |
| Stadion: Stadion De Koel, Venlo Toeschouwers: 6.235 Arbiter: Lindhout                                               |             |           |               | Unnerstall, Rutten 62' 88' ( Kum), Promes, Röseler, R. Janssen, Post , Seuntjens, Van Ooijen 71' ( Sušić), Samuelsen 46' ( Joosten), Opoku, Grot RESERVEBANK: D. van Crooij, Verbong, Dekker, Van Bruggen, Borgmann, Mlapa | Hahn, Floranus, Høegh , Bulthuis, Pierie, Thorsby 59', Kobayashi, Rienstra, Vlap 75' ( Van Bergen), Lammers, Zeneli 88' ( Bruijn) RESERVEBANK: Bednarek, Doornbusch, Woudenberg, Schmidt, Næss, Van Amersfoort, Kongolo, Mihajlović, Rojas |  |
| Stadion: Stadion De Koel, Venlo Toeschouwers: 6.235 Arbiter: Lindhout                                               |             |           |               | Unnerstall, Rutten 62' 88' ( Kum), Promes, Röseler, R. Janssen, Post , Seuntjens, Van Ooijen 71' ( Sušić), Samuelsen 46' ( Joosten), Opoku, Grot RESERVEBANK: D. van Crooij, Verbong, Dekker, Van Bruggen, Borgmann, Mlapa | Hahn, Floranus, Høegh , Bulthuis, Pierie, Thorsby 59', Kobayashi, Rienstra, Vlap 75' ( Van Bergen), Lammers, Zeneli 88' ( Bruijn) RESERVEBANK: Bednarek, Doornbusch, Woudenberg, Schmidt, Næss, Van Amersfoort, Kongolo, Mihajlović, Rojas |  |
| Bijz.: 200e competitiewedstrijd Johnatan Opoku in het betaald voetbal. Competitiedebuut Patrick Joosten namens VVV. |             |           |               | | |  |

Speelronde 5:
| zaterdag 15 september 2018, 18:30                                        | De Graafschap | 1-2 (0-2) | VVV-Venlo         | Opstelling De Graafschap | Opstelling VVV-Venlo |  |
| Stadion: De Vijverberg, Doetinchem Toeschouwers: 11.702 Arbiter: Martens | Burgzorg 89'  |           | 6' Sušić 30' Post | Jurjus, Abena, S. Nieuwpoort 37', Straalman, Owusu, Olijve 26', Tutuarima 46' ( Klaasen), Nijland 46' ( El Jebli), Van Mieghem, Thomassen 70' ( Burgzorg), Serrarens RESERVEBANK: Etemadi, Rondeel, Vet, Bakker, Huntelaar, Leidsman, Hamdaoui | Unnerstall, Rutten, Röseler, Promes, R. Janssen, Post , Seuntjens 45', Sušić 83', Opoku 90' ( Kum), Mlapa 76' ( Joosten), Grot 64' ( Van Ooijen) RESERVEBANK: D. van Crooij, Verbong, Dekker, Van Bruggen, Borgmann, Korkmaz, Samuelsen |  |
| Stadion: De Vijverberg, Doetinchem Toeschouwers: 11.702 Arbiter: Martens |               |           |                   | Jurjus, Abena, S. Nieuwpoort 37', Straalman, Owusu, Olijve 26', Tutuarima 46' ( Klaasen), Nijland 46' ( El Jebli), Van Mieghem, Thomassen 70' ( Burgzorg), Serrarens RESERVEBANK: Etemadi, Rondeel, Vet, Bakker, Huntelaar, Leidsman, Hamdaoui | Unnerstall, Rutten, Röseler, Promes, R. Janssen, Post , Seuntjens 45', Sušić 83', Opoku 90' ( Kum), Mlapa 76' ( Joosten), Grot 64' ( Van Ooijen) RESERVEBANK: D. van Crooij, Verbong, Dekker, Van Bruggen, Borgmann, Korkmaz, Samuelsen |  |
| Stadion: De Vijverberg, Doetinchem Toeschouwers: 11.702 Arbiter: Martens |               |           |                   | Jurjus, Abena, S. Nieuwpoort 37', Straalman, Owusu, Olijve 26', Tutuarima 46' ( Klaasen), Nijland 46' ( El Jebli), Van Mieghem, Thomassen 70' ( Burgzorg), Serrarens RESERVEBANK: Etemadi, Rondeel, Vet, Bakker, Huntelaar, Leidsman, Hamdaoui | Unnerstall, Rutten, Röseler, Promes, R. Janssen, Post , Seuntjens 45', Sušić 83', Opoku 90' ( Kum), Mlapa 76' ( Joosten), Grot 64' ( Van Ooijen) RESERVEBANK: D. van Crooij, Verbong, Dekker, Van Bruggen, Borgmann, Korkmaz, Samuelsen |  |
| Bijz.: Competitiedebuut Peniel Mlapa namens VVV.                         |               |           |                   | | |  |

Speelronde 6:
| zaterdag 22 september 2018, 19:45                                     | VVV-Venlo                           | 3-0 (2-0) | NAC Breda | Opstelling VVV-Venlo | Opstelling NAC Breda |  |
| Stadion: Stadion De Koel, Venlo Toeschouwers: 6.167 Arbiter: Kamphuis | Opoku 22' Sušić (pen.) 38' Grot 53' |           |           | Unnerstall, Rutten, Promes, Röseler, R. Janssen, Post , Seuntjens, Sušić 81' ( Van Ooijen), Opoku 88' ( Samuelsen), Mlapa, Grot 76' ( Joosten) RESERVEBANK: D. van Crooij, Verbong, Kum, Dekker, Van Bruggen, Borgmann | Van Leer, Verschueren 37', 88', Koch , Palmer-Brown, Sporkslede 34', Nijholt 78' ( Reuvers), Ilić 46' ( Mühren), Kali, Rosheuvel, Te Vrede, Fernandes 66' ( Kastaneer 69') RESERVEBANK: Zwarthoed, Niemczycki, Mets, Carolina, Leigh, Klomp, El Allouchi, Korte |  |
| Stadion: Stadion De Koel, Venlo Toeschouwers: 6.167 Arbiter: Kamphuis |                                     |           |           | Unnerstall, Rutten, Promes, Röseler, R. Janssen, Post , Seuntjens, Sušić 81' ( Van Ooijen), Opoku 88' ( Samuelsen), Mlapa, Grot 76' ( Joosten) RESERVEBANK: D. van Crooij, Verbong, Kum, Dekker, Van Bruggen, Borgmann | Van Leer, Verschueren 37', 88', Koch , Palmer-Brown, Sporkslede 34', Nijholt 78' ( Reuvers), Ilić 46' ( Mühren), Kali, Rosheuvel, Te Vrede, Fernandes 66' ( Kastaneer 69') RESERVEBANK: Zwarthoed, Niemczycki, Mets, Carolina, Leigh, Klomp, El Allouchi, Korte |  |
| Stadion: Stadion De Koel, Venlo Toeschouwers: 6.167 Arbiter: Kamphuis |                                     |           |           | Unnerstall, Rutten, Promes, Röseler, R. Janssen, Post , Seuntjens, Sušić 81' ( Van Ooijen), Opoku 88' ( Samuelsen), Mlapa, Grot 76' ( Joosten) RESERVEBANK: D. van Crooij, Verbong, Kum, Dekker, Van Bruggen, Borgmann | Van Leer, Verschueren 37', 88', Koch , Palmer-Brown, Sporkslede 34', Nijholt 78' ( Reuvers), Ilić 46' ( Mühren), Kali, Rosheuvel, Te Vrede, Fernandes 66' ( Kastaneer 69') RESERVEBANK: Zwarthoed, Niemczycki, Mets, Carolina, Leigh, Klomp, El Allouchi, Korte |  |
|                                                                       |                                     |           |           | | |  |

Speelronde 7:
| zaterdag 29 september 2018, 20:45 | Excelsior    | 1-0 (1-0) | VVV-Venlo | Opstelling Excelsior | Opstelling VVV-Venlo |  |
| Stadion: Van Donge & De Roo Stadion, Rotterdam Toeschouwers: 4.106 Arbiter: Pérez | Ómarsson 20' |           |           | Stevens, Fortes, Mattheij 90', Matthys, Burnet 62' ( Van der Meer), Schouten, Messaoud 85'), Koolwijk , Edwards 71' ( El Hamdaoui), Ómarsson, Bruins 34' RESERVEBANK: Damen, De Fockert, Oude Kotte, Hadouir, Haspolat, Caenepeel, Mahmudov | Unnerstall, Rutten, Röseler, Promes 79' ( Samuelsen), R. Janssen 59' 66' ( Borgmann), Post , Seuntjens, Sušić 33', Opoku, Mlapa 38' ( Joosten), Grot RESERVEBANK: D. van Crooij, Verbong, Kum, Dekker, Van Bruggen, Van Ooijen |  |
| Stadion: Van Donge & De Roo Stadion, Rotterdam Toeschouwers: 4.106 Arbiter: Pérez |              |           |           | Stevens, Fortes, Mattheij 90', Matthys, Burnet 62' ( Van der Meer), Schouten, Messaoud 85'), Koolwijk , Edwards 71' ( El Hamdaoui), Ómarsson, Bruins 34' RESERVEBANK: Damen, De Fockert, Oude Kotte, Hadouir, Haspolat, Caenepeel, Mahmudov | Unnerstall, Rutten, Röseler, Promes 79' ( Samuelsen), R. Janssen 59' 66' ( Borgmann), Post , Seuntjens, Sušić 33', Opoku, Mlapa 38' ( Joosten), Grot RESERVEBANK: D. van Crooij, Verbong, Kum, Dekker, Van Bruggen, Van Ooijen |  |
| Stadion: Van Donge & De Roo Stadion, Rotterdam Toeschouwers: 4.106 Arbiter: Pérez |              |           |           | Stevens, Fortes, Mattheij 90', Matthys, Burnet 62' ( Van der Meer), Schouten, Messaoud 85'), Koolwijk , Edwards 71' ( El Hamdaoui), Ómarsson, Bruins 34' RESERVEBANK: Damen, De Fockert, Oude Kotte, Hadouir, Haspolat, Caenepeel, Mahmudov | Unnerstall, Rutten, Röseler, Promes 79' ( Samuelsen), R. Janssen 59' 66' ( Borgmann), Post , Seuntjens, Sušić 33', Opoku, Mlapa 38' ( Joosten), Grot RESERVEBANK: D. van Crooij, Verbong, Kum, Dekker, Van Bruggen, Van Ooijen |  |
| Bijz.: Ali Messaoud kreeg na ingrijpen van de videoscheidsrechter (VAR) de rode kaart. Diens charge op Axel Borgmann bleef aanvankelijk onbestraft. Scheidsrechter Martin Pérez werd echter gecorrigeerd door videoscheidsrechter Christian Mulder. |              |           |           | | |  |

Speelronde 8:
| zaterdag 6 oktober 2018, 19:45 | PSV                                                    | 4-0 (1-0) | VVV-Venlo | Opstelling PSV | Opstelling VVV-Venlo |  |
| Stadion: Philips Stadion, Eindhoven Toeschouwers: 33.800 Arbiter: S. Mulder | Lozano 34' De Jong 64' Gutiérrez 87' Lozano (pen.) 90' |           |           | Zoet, Dumfries, Sainsbury, Viergever, Angeliño 80' ( Behich), Rosario, Pereiro 70' ( Gutiérrez), Hendrix, Lozano, De Jong , Bergwijn 90' ( Malen) RESERVEBANK: Room, Rigo, Ramselaar, Mauro Júnior, Sadílek, Gakpo | Unnerstall, Rutten, Röseler, Promes 48' 56' ( R. Janssen), Kum 12' 90' ( Van Bruggen), Post , Seuntjens, Sušić, Opoku, Grot, Joosten 63' ( Mlapa) RESERVEBANK: D. van Crooij, Verbong, Dekker, Borgmann, Van Ooijen, Samuelsen |  |
| Stadion: Philips Stadion, Eindhoven Toeschouwers: 33.800 Arbiter: S. Mulder |                                                        |           |           | Zoet, Dumfries, Sainsbury, Viergever, Angeliño 80' ( Behich), Rosario, Pereiro 70' ( Gutiérrez), Hendrix, Lozano, De Jong , Bergwijn 90' ( Malen) RESERVEBANK: Room, Rigo, Ramselaar, Mauro Júnior, Sadílek, Gakpo | Unnerstall, Rutten, Röseler, Promes 48' 56' ( R. Janssen), Kum 12' 90' ( Van Bruggen), Post , Seuntjens, Sušić, Opoku, Grot, Joosten 63' ( Mlapa) RESERVEBANK: D. van Crooij, Verbong, Dekker, Borgmann, Van Ooijen, Samuelsen |  |
| Stadion: Philips Stadion, Eindhoven Toeschouwers: 33.800 Arbiter: S. Mulder |                                                        |           |           | Zoet, Dumfries, Sainsbury, Viergever, Angeliño 80' ( Behich), Rosario, Pereiro 70' ( Gutiérrez), Hendrix, Lozano, De Jong , Bergwijn 90' ( Malen) RESERVEBANK: Room, Rigo, Ramselaar, Mauro Júnior, Sadílek, Gakpo | Unnerstall, Rutten, Röseler, Promes 48' 56' ( R. Janssen), Kum 12' 90' ( Van Bruggen), Post , Seuntjens, Sušić, Opoku, Grot, Joosten 63' ( Mlapa) RESERVEBANK: D. van Crooij, Verbong, Dekker, Borgmann, Van Ooijen, Samuelsen |  |
| Bijz.: 300e competitiewedstrijd Jerold Promes in het betaald voetbal. Pas na het bekijken van de VAR-beelden besluit scheidsrechter Siemen Mulder een vermeende overtreding van Christian Kum op Jorrit Hendrix te bestraffen met een penalty voor PSV. |                                                        |           |           | | |  |

Speelronde 9:
| zondag 21 oktober 2018, 14:30                                      | VVV-Venlo                | 2-0 (1-0) | ADO Den Haag | Opstelling VVV-Venlo | Opstelling ADO Den Haag |  |
| Stadion: Stadion De Koel, Venlo Toeschouwers: 7.051 Arbiter: Blank | Mlapa (pen.) 2' Grot 85' |           |              | Unnerstall, Rutten, Promes, Röseler, R. Janssen 79', Post , Seuntjens, Sušić, Opoku 90' ( Samuelsen), Mlapa 68' ( Grot), Joosten 6' 76' ( Van Ooijen) RESERVEBANK: D. van Crooij, Verbong, Kum, Van Bruggen, Borgmann, Korkmaz, Linthorst, S. Steijn, Roemer | Groothuizen 1', Troupée, Beugelsdijk 45' 81' ( Goossens), Pinas 65', Meijers 86', Immers, El Khayati, Malone, Becker, Necid 68' ( Falkenburg), Hooi 68' ( Goppel) RESERVEBANK: Zwinkels, Havekotte, Kanon, B. Kuipers, N. Kuipers, Polley, Gorter, Lorenzen |  |
| Stadion: Stadion De Koel, Venlo Toeschouwers: 7.051 Arbiter: Blank |                          |           |              | Unnerstall, Rutten, Promes, Röseler, R. Janssen 79', Post , Seuntjens, Sušić, Opoku 90' ( Samuelsen), Mlapa 68' ( Grot), Joosten 6' 76' ( Van Ooijen) RESERVEBANK: D. van Crooij, Verbong, Kum, Van Bruggen, Borgmann, Korkmaz, Linthorst, S. Steijn, Roemer | Groothuizen 1', Troupée, Beugelsdijk 45' 81' ( Goossens), Pinas 65', Meijers 86', Immers, El Khayati, Malone, Becker, Necid 68' ( Falkenburg), Hooi 68' ( Goppel) RESERVEBANK: Zwinkels, Havekotte, Kanon, B. Kuipers, N. Kuipers, Polley, Gorter, Lorenzen |  |
| Stadion: Stadion De Koel, Venlo Toeschouwers: 7.051 Arbiter: Blank |                          |           |              | Unnerstall, Rutten, Promes, Röseler, R. Janssen 79', Post , Seuntjens, Sušić, Opoku 90' ( Samuelsen), Mlapa 68' ( Grot), Joosten 6' 76' ( Van Ooijen) RESERVEBANK: D. van Crooij, Verbong, Kum, Van Bruggen, Borgmann, Korkmaz, Linthorst, S. Steijn, Roemer | Groothuizen 1', Troupée, Beugelsdijk 45' 81' ( Goossens), Pinas 65', Meijers 86', Immers, El Khayati, Malone, Becker, Necid 68' ( Falkenburg), Hooi 68' ( Goppel) RESERVEBANK: Zwinkels, Havekotte, Kanon, B. Kuipers, N. Kuipers, Polley, Gorter, Lorenzen |  |
|                                                                    |                          |           |              | | |  |

Speelronde 10:
| vrijdag 26 oktober 2018, 20:00 | FC Emmen      | 1-1 (0-1) | VVV-Venlo | Opstelling FC Emmen | Opstelling VVV-Venlo |  |
| Stadion: De Oude Meerdijk, Emmen Toeschouwers: 8.300 Arbiter: Dieperink | Gronsveld 65' |           | 15' Mlapa | Scherpen, Gronsveld 54' 65' ( Slagveer), Veendorp, Bakker, Cavlan, Bannink 23' ( Niemeijer), Chacón, Bijl, Jansen 68', Arias, Ben Moussa 73' RESERVEBANK: Van der Vlag, Telgenkamp, Siekman, Suliman, Engbers, Bourdouxhe, De Vos | Unnerstall, Rutten 26', Röseler, Promes, R. Janssen 19', Post 34', Seuntjens, Sušić 90' ( Grot), Opoku, Mlapa 59' ( Van Ooijen), Joosten 21' ( Kum) RESERVEBANK: D. van Crooij, Verbong, Van Bruggen, Borgmann, Korkmaz, Linthorst, Samuelsen |  |
| Stadion: De Oude Meerdijk, Emmen Toeschouwers: 8.300 Arbiter: Dieperink |               |           |           | Scherpen, Gronsveld 54' 65' ( Slagveer), Veendorp, Bakker, Cavlan, Bannink 23' ( Niemeijer), Chacón, Bijl, Jansen 68', Arias, Ben Moussa 73' RESERVEBANK: Van der Vlag, Telgenkamp, Siekman, Suliman, Engbers, Bourdouxhe, De Vos | Unnerstall, Rutten 26', Röseler, Promes, R. Janssen 19', Post 34', Seuntjens, Sušić 90' ( Grot), Opoku, Mlapa 59' ( Van Ooijen), Joosten 21' ( Kum) RESERVEBANK: D. van Crooij, Verbong, Van Bruggen, Borgmann, Korkmaz, Linthorst, Samuelsen |  |
| Stadion: De Oude Meerdijk, Emmen Toeschouwers: 8.300 Arbiter: Dieperink |               |           |           | Scherpen, Gronsveld 54' 65' ( Slagveer), Veendorp, Bakker, Cavlan, Bannink 23' ( Niemeijer), Chacón, Bijl, Jansen 68', Arias, Ben Moussa 73' RESERVEBANK: Van der Vlag, Telgenkamp, Siekman, Suliman, Engbers, Bourdouxhe, De Vos | Unnerstall, Rutten 26', Röseler, Promes, R. Janssen 19', Post 34', Seuntjens, Sušić 90' ( Grot), Opoku, Mlapa 59' ( Van Ooijen), Joosten 21' ( Kum) RESERVEBANK: D. van Crooij, Verbong, Van Bruggen, Borgmann, Korkmaz, Linthorst, Samuelsen |  |
| Bijz.: 200e competitiewedstrijd Roel Janssen in het betaald voetbal. Roel Janssen kreeg na ingrijpen van de videoscheidsrechter (VAR) de rode kaart. Diens charge op Alexander Bannink bleef aanvankelijk onbestraft. Scheidsrechter Rob Dieperink werd echter gecorrigeerd door videoscheidsrechter Sander van der Eijk. |               |           |           | | |  |

Speelronde 11:
| zondag 4 november 2018, 16:45 | Feyenoord |  | VVV-Venlo | Opstelling Feyenoord | Opstelling VVV-Venlo |  |
| Stadion: Stadion Feijenoord, Rotterdam Arbiter: Nijhuis |           |  |           | Bijlow, Nieuwkoop, Botteghin, Van der Heijden, Malacia, Clasie, Van Persie , Vilhena, Berghuis, Jørgensen, Larsson RESERVEBANK: Vermeer, Delle, Van Beek, Verdonk, Geertruida, Ayoub, Tapia, Toornstra, El Hankouri, Vente | Unnerstall, Rutten, Röseler, Promes, Borgmann, Post , Seuntjens, Sušić, Opoku, Mlapa, Grot RESERVEBANK: D. van Crooij, Verbong, Van Bruggen, Korkmaz, Van Ooijen, Linthorst, S. Janssen, S. Steijn, Samuelsen, Joosten |  |
| Stadion: Stadion Feijenoord, Rotterdam Arbiter: Nijhuis |           |  |           | Bijlow, Nieuwkoop, Botteghin, Van der Heijden, Malacia, Clasie, Van Persie , Vilhena, Berghuis, Jørgensen, Larsson RESERVEBANK: Vermeer, Delle, Van Beek, Verdonk, Geertruida, Ayoub, Tapia, Toornstra, El Hankouri, Vente | Unnerstall, Rutten, Röseler, Promes, Borgmann, Post , Seuntjens, Sušić, Opoku, Mlapa, Grot RESERVEBANK: D. van Crooij, Verbong, Van Bruggen, Korkmaz, Van Ooijen, Linthorst, S. Janssen, S. Steijn, Samuelsen, Joosten |  |
| Stadion: Stadion Feijenoord, Rotterdam Arbiter: Nijhuis |           |  |           | Bijlow, Nieuwkoop, Botteghin, Van der Heijden, Malacia, Clasie, Van Persie , Vilhena, Berghuis, Jørgensen, Larsson RESERVEBANK: Vermeer, Delle, Van Beek, Verdonk, Geertruida, Ayoub, Tapia, Toornstra, El Hankouri, Vente | Unnerstall, Rutten, Röseler, Promes, Borgmann, Post , Seuntjens, Sušić, Opoku, Mlapa, Grot RESERVEBANK: D. van Crooij, Verbong, Van Bruggen, Korkmaz, Van Ooijen, Linthorst, S. Janssen, S. Steijn, Samuelsen, Joosten |  |
| Bijz.: R. Janssen geschorst (1e wedstrijd). Na 35 seconden spelen viel het stadionlicht uit. De wedstrijd werd een half uur later definitief gestaakt na vergeefse pogingen om dit te herstellen. |           |  |           | | |  |

Speelronde 12:
| zaterdag 10 november 2018, 20:45 | VVV-Venlo                         | 3-2 (2-1) | Fortuna Sittard          | Opstelling VVV-Venlo | Opstelling Fortuna Sittard |  |
| Stadion: Stadion De Koel, Venlo Toeschouwers: 7.534 Arbiter: S. Mulder | Seuntjens 32' Mlapa 41' Mlapa 48' |           | 30' Stokkers 86' Vidigal | Unnerstall, Rutten, Promes, Röseler, R. Janssen 25' ( Borgmann), Post 49', Seuntjens 39', Sušić 84' ( Van Bruggen), Opoku, Mlapa 78' ( Joosten), Grot RESERVEBANK: D. van Crooij, Verbong, Kum, Korkmaz, Van Ooijen, Linthorst, Samuelsen | Koșelev, Ciranni, Dammers , Heerings 78' ( Ciss), Pinto, Diemers, Hutten 28' ( Smeets 61'), Rodríguez, Semedo 67' ( Vidigal), Stokkers, Lamprou RESERVEBANK: Özer, Koot, Essers, Niňaj, El Messaoudi, Ospitalieri |  |
| Stadion: Stadion De Koel, Venlo Toeschouwers: 7.534 Arbiter: S. Mulder |                                   |           |                          | Unnerstall, Rutten, Promes, Röseler, R. Janssen 25' ( Borgmann), Post 49', Seuntjens 39', Sušić 84' ( Van Bruggen), Opoku, Mlapa 78' ( Joosten), Grot RESERVEBANK: D. van Crooij, Verbong, Kum, Korkmaz, Van Ooijen, Linthorst, Samuelsen | Koșelev, Ciranni, Dammers , Heerings 78' ( Ciss), Pinto, Diemers, Hutten 28' ( Smeets 61'), Rodríguez, Semedo 67' ( Vidigal), Stokkers, Lamprou RESERVEBANK: Özer, Koot, Essers, Niňaj, El Messaoudi, Ospitalieri |  |
| Stadion: Stadion De Koel, Venlo Toeschouwers: 7.534 Arbiter: S. Mulder |                                   |           |                          | Unnerstall, Rutten, Promes, Röseler, R. Janssen 25' ( Borgmann), Post 49', Seuntjens 39', Sušić 84' ( Van Bruggen), Opoku, Mlapa 78' ( Joosten), Grot RESERVEBANK: D. van Crooij, Verbong, Kum, Korkmaz, Van Ooijen, Linthorst, Samuelsen | Koșelev, Ciranni, Dammers , Heerings 78' ( Ciss), Pinto, Diemers, Hutten 28' ( Smeets 61'), Rodríguez, Semedo 67' ( Vidigal), Stokkers, Lamprou RESERVEBANK: Özer, Koot, Essers, Niňaj, El Messaoudi, Ospitalieri |  |
| Bijz.: 300e competitiewedstrijd Ralf Seuntjens in het betaald voetbal. R. Janssen speelgerechtigd, omdat VVV beroep heeft aangetekend tegen de opgelegde schorsing van 4 wedstrijden waarvan 1 voorwaardelijk. |                                   |           |                          | | |  |

Speelronde 13:
| zondag 25 november 2018, 16:45 | VVV-Venlo             | 2-2 (1-2) | AZ                                | Opstelling VVV-Venlo | Opstelling AZ |  |
| Stadion: Stadion De Koel, Venlo Toeschouwers: 6.217 Arbiter: Manschot | Mlapa 30' Joosten 90' |           | 7' (pen.) Koopmeiners 15' Idrissi | Unnerstall 79', Rutten, Röseler 30', Promes 7' 78' ( Joosten), Borgmann 86' ( Kum), Post 14' ( Van Ooijen 90'), Seuntjens, Sušić, Opoku, Mlapa, Grot 53' RESERVEBANK: D. van Crooij, Verbong, Van Bruggen, Korkmaz, Linthorst, S. Janssen, S. Steijn, Samuelsen | Bizot, Svensson 90' ( Van Rhijn), Hatzidiakos, Koopmeiners, Ouwejan, Midtsjø, Til , Maher, Guðmundsson 72' ( Stengs), Seuntjens, Idrissi RESERVEBANK: Schendelaar, Bergsma, Savastano, Rotariu, Mihálik |  |
| Stadion: Stadion De Koel, Venlo Toeschouwers: 6.217 Arbiter: Manschot |                       |           |                                   | Unnerstall 79', Rutten, Röseler 30', Promes 7' 78' ( Joosten), Borgmann 86' ( Kum), Post 14' ( Van Ooijen 90'), Seuntjens, Sušić, Opoku, Mlapa, Grot 53' RESERVEBANK: D. van Crooij, Verbong, Van Bruggen, Korkmaz, Linthorst, S. Janssen, S. Steijn, Samuelsen | Bizot, Svensson 90' ( Van Rhijn), Hatzidiakos, Koopmeiners, Ouwejan, Midtsjø, Til , Maher, Guðmundsson 72' ( Stengs), Seuntjens, Idrissi RESERVEBANK: Schendelaar, Bergsma, Savastano, Rotariu, Mihálik |  |
| Stadion: Stadion De Koel, Venlo Toeschouwers: 6.217 Arbiter: Manschot |                       |           |                                   | Unnerstall 79', Rutten, Röseler 30', Promes 7' 78' ( Joosten), Borgmann 86' ( Kum), Post 14' ( Van Ooijen 90'), Seuntjens, Sušić, Opoku, Mlapa, Grot 53' RESERVEBANK: D. van Crooij, Verbong, Van Bruggen, Korkmaz, Linthorst, S. Janssen, S. Steijn, Samuelsen | Bizot, Svensson 90' ( Van Rhijn), Hatzidiakos, Koopmeiners, Ouwejan, Midtsjø, Til , Maher, Guðmundsson 72' ( Stengs), Seuntjens, Idrissi RESERVEBANK: Schendelaar, Bergsma, Savastano, Rotariu, Mihálik |  |
| Bijz.: R. Janssen geschorst (2e wedstrijd). Op advies van videoscheidsrechter Edwin van de Graaf besluit scheidsrechter Jeroen Manschot een vermeende overtreding van Jerold Promes op Albert Guðmundsson te bestraffen met een penalty voor AZ. Het doelpunt van Patrick Joosten wordt aanvankelijk afgekeurd vanwege vermeend buitenspel. Pas na het bekijken van de VAR-beelden wordt het doelpunt alsnog goedgekeurd. |                       |           |                                   | | |  |

Speelronde 14:
| zondag 2 december 2018, 14:30                                                      | Heracles Almelo                                     | 4-1 (1-0) | VVV-Venlo   | Opstelling Heracles Almelo | Opstelling VVV-Venlo |  |
| Stadion: Polman Stadion, Almelo Toeschouwers: 10.223 Arbiter: Kamphuis             | Dalmau 3' Duarte 49' Peterson (pen.) 55' Duarte 69' |           | 65' Röseler | Blaswich, Breukers , Rossmann, Van den Buijs, Van Hintum, Duarte, Osman 73' ( Van Nieff), Kuwas, Merkel, Peterson 86' ( Dos Santos), Dalmau 83' ( Konings) RESERVEBANK: Brouwer, Czyborra, Droste, Sama, Drost, Vermeij | Unnerstall, Rutten, Röseler, Promes 62' ( Joosten), Borgmann, Van Bruggen, Seuntjens, Sušić, Opoku 75' ( Samuelsen), Mlapa 81' ( Korkmaz), Grot RESERVEBANK: D. van Crooij, Verbong, Van Dijck, Linthorst, S. Janssen, S. Steijn |  |
| Stadion: Polman Stadion, Almelo Toeschouwers: 10.223 Arbiter: Kamphuis             |                                                     |           |             | Blaswich, Breukers , Rossmann, Van den Buijs, Van Hintum, Duarte, Osman 73' ( Van Nieff), Kuwas, Merkel, Peterson 86' ( Dos Santos), Dalmau 83' ( Konings) RESERVEBANK: Brouwer, Czyborra, Droste, Sama, Drost, Vermeij | Unnerstall, Rutten, Röseler, Promes 62' ( Joosten), Borgmann, Van Bruggen, Seuntjens, Sušić, Opoku 75' ( Samuelsen), Mlapa 81' ( Korkmaz), Grot RESERVEBANK: D. van Crooij, Verbong, Van Dijck, Linthorst, S. Janssen, S. Steijn |  |
| Stadion: Polman Stadion, Almelo Toeschouwers: 10.223 Arbiter: Kamphuis             |                                                     |           |             | Blaswich, Breukers , Rossmann, Van den Buijs, Van Hintum, Duarte, Osman 73' ( Van Nieff), Kuwas, Merkel, Peterson 86' ( Dos Santos), Dalmau 83' ( Konings) RESERVEBANK: Brouwer, Czyborra, Droste, Sama, Drost, Vermeij | Unnerstall, Rutten, Röseler, Promes 62' ( Joosten), Borgmann, Van Bruggen, Seuntjens, Sušić, Opoku 75' ( Samuelsen), Mlapa 81' ( Korkmaz), Grot RESERVEBANK: D. van Crooij, Verbong, Van Dijck, Linthorst, S. Janssen, S. Steijn |  |
| Bijz.: R. Janssen geschorst (3e wedstrijd) en Van Ooijen geschorst (1e wedstrijd). |                                                     |           |             | | |  |

Inhaalwedstrijd (Speelronde 11):
| donderdag 6 december 2018, 20:00 | Feyenoord                                          | 4-1 (2-0) | VVV-Venlo | Opstelling Feyenoord | Opstelling VVV-Venlo |  |
| Stadion: Stadion Feijenoord, Rotterdam Toeschouwers: 40.000 Arbiter: Higler                                                                         | Vilhena 28' Van Persie 33' Larsson 55' Larsson 75' |           | 58' Sušić | Bijlow, St. Juste, Van Beek, Van der Heijden, Verdonk, Clasie, Toornstra, Vilhena 76' ( Ayoub), Berghuis 83' ( Sinisterra), Van Persie 69' ( Vente), Larsson RESERVEBANK: Vermeer, Delle, Nieuwkoop, Geertruida, Tapia, Kökçü, El Hankouri | Unnerstall, Van Bruggen, Röseler, Promes 78' ( Kum), Borgmann, Linthorst 71' ( S. Janssen), Rutten, Sušić, Samuelsen, Mlapa 82' ( S. Steijn), Grot RESERVEBANK: D. van Crooij, Verbong, Dekker, Korkmaz, Opoku, Bastiaans |  |
| Stadion: Stadion Feijenoord, Rotterdam Toeschouwers: 40.000 Arbiter: Higler                                                                         |                                                    |           |           | Bijlow, St. Juste, Van Beek, Van der Heijden, Verdonk, Clasie, Toornstra, Vilhena 76' ( Ayoub), Berghuis 83' ( Sinisterra), Van Persie 69' ( Vente), Larsson RESERVEBANK: Vermeer, Delle, Nieuwkoop, Geertruida, Tapia, Kökçü, El Hankouri | Unnerstall, Van Bruggen, Röseler, Promes 78' ( Kum), Borgmann, Linthorst 71' ( S. Janssen), Rutten, Sušić, Samuelsen, Mlapa 82' ( S. Steijn), Grot RESERVEBANK: D. van Crooij, Verbong, Dekker, Korkmaz, Opoku, Bastiaans |  |
| Stadion: Stadion Feijenoord, Rotterdam Toeschouwers: 40.000 Arbiter: Higler                                                                         |                                                    |           |           | Bijlow, St. Juste, Van Beek, Van der Heijden, Verdonk, Clasie, Toornstra, Vilhena 76' ( Ayoub), Berghuis 83' ( Sinisterra), Van Persie 69' ( Vente), Larsson RESERVEBANK: Vermeer, Delle, Nieuwkoop, Geertruida, Tapia, Kökçü, El Hankouri | Unnerstall, Van Bruggen, Röseler, Promes 78' ( Kum), Borgmann, Linthorst 71' ( S. Janssen), Rutten, Sušić, Samuelsen, Mlapa 82' ( S. Steijn), Grot RESERVEBANK: D. van Crooij, Verbong, Dekker, Korkmaz, Opoku, Bastiaans |  |
| Bijz.: Op oorspronkelijke speeldatum (4 november 2018) gestaakt. Van Ooijen geschorst (2e wedstrijd). Competitiedebuut Sem Steijn en Simon Janssen. |                                                    |           |           | | |  |

Speelronde 15:
| zondag 9 december 2018, 14:30 | VVV-Venlo | 0-0 (0-0) | FC Groningen | Opstelling VVV-Venlo | Opstelling FC Groningen |  |
| Stadion: Stadion De Koel, Venlo Toeschouwers: 6.668 Arbiter: Gözübüyük |           |           |              | Unnerstall, Rutten, Röseler, Promes 43', Kum 12', Van Ooijen 90' ( Joosten), Linthorst 72' ( Van Bruggen), Sušić, Opoku, Mlapa 76' ( Seuntjens), Grot RESERVEBANK: D. van Crooij, Verbong, Dekker, Borgmann, Korkmaz, Post, S. Janssen, S. Steijn, Samuelsen | Padt, Zeefuik, Memišević , Chabot, Handwerker, Doan, Van de Looi, Reis, Warmerdam 77' ( Breij), Hrustić 73' 89' ( Mendes Moreira), Mahi 84' ( Cassierra) RESERVEBANK: Begois, Hoekstra, Kramer, Absalem |  |
| Stadion: Stadion De Koel, Venlo Toeschouwers: 6.668 Arbiter: Gözübüyük |           |           |              | Unnerstall, Rutten, Röseler, Promes 43', Kum 12', Van Ooijen 90' ( Joosten), Linthorst 72' ( Van Bruggen), Sušić, Opoku, Mlapa 76' ( Seuntjens), Grot RESERVEBANK: D. van Crooij, Verbong, Dekker, Borgmann, Korkmaz, Post, S. Janssen, S. Steijn, Samuelsen | Padt, Zeefuik, Memišević , Chabot, Handwerker, Doan, Van de Looi, Reis, Warmerdam 77' ( Breij), Hrustić 73' 89' ( Mendes Moreira), Mahi 84' ( Cassierra) RESERVEBANK: Begois, Hoekstra, Kramer, Absalem |  |
| Stadion: Stadion De Koel, Venlo Toeschouwers: 6.668 Arbiter: Gözübüyük |           |           |              | Unnerstall, Rutten, Röseler, Promes 43', Kum 12', Van Ooijen 90' ( Joosten), Linthorst 72' ( Van Bruggen), Sušić, Opoku, Mlapa 76' ( Seuntjens), Grot RESERVEBANK: D. van Crooij, Verbong, Dekker, Borgmann, Korkmaz, Post, S. Janssen, S. Steijn, Samuelsen | Padt, Zeefuik, Memišević , Chabot, Handwerker, Doan, Van de Looi, Reis, Warmerdam 77' ( Breij), Hrustić 73' 89' ( Mendes Moreira), Mahi 84' ( Cassierra) RESERVEBANK: Begois, Hoekstra, Kramer, Absalem |  |
| Bijz.: Jerold Promes kreeg in de 43e minuut aanvankelijk de rode kaart na een charge op Ritsu Doan. Op aanwijzing van de videoscheidsrechter (VAR) Siemen Mulder kwam scheidsrechter Serdar Gözübüyük echter op dit besluit terug en bestrafte Promes slechts met geel. |           |           |              | | |  |

Speelronde 16:
| zaterdag 15 december 2018, 20:45                             | Vitesse                   | 2-1 (1-0) | VVV-Venlo | Opstelling Vitesse | Opstelling VVV-Venlo |  |
| Stadion: GelreDome, Arnhem Toeschouwers: 13.249 Arbiter: Bax | Ødegaard 32' Darfalou 80' |           | 76' Mlapa | Eduardo, Karavajev, Doekhi, Clarke-Salter 45' 77' ( Thelander), Büttner, Ødegaard 52', Serero, Foor 90', Darfalou, Beerens 78' ( Gong), Linssen RESERVEBANK: Pasveer, Karami, Van der Werff, Clark, Bruns, Ali, Buitink | Unnerstall, Rutten, Röseler, Promes 72' ( Joosten 82'), Kum, Van Ooijen 58' ( Seuntjens), Linthorst 78' ( Van Bruggen), Sušić, Opoku, Mlapa 45', Grot RESERVEBANK: D. van Crooij, Verbong, Dekker, Borgmann, Korkmaz, Post, S. Janssen, S. Steijn, Samuelsen |  |
| Stadion: GelreDome, Arnhem Toeschouwers: 13.249 Arbiter: Bax |                           |           |           | Eduardo, Karavajev, Doekhi, Clarke-Salter 45' 77' ( Thelander), Büttner, Ødegaard 52', Serero, Foor 90', Darfalou, Beerens 78' ( Gong), Linssen RESERVEBANK: Pasveer, Karami, Van der Werff, Clark, Bruns, Ali, Buitink | Unnerstall, Rutten, Röseler, Promes 72' ( Joosten 82'), Kum, Van Ooijen 58' ( Seuntjens), Linthorst 78' ( Van Bruggen), Sušić, Opoku, Mlapa 45', Grot RESERVEBANK: D. van Crooij, Verbong, Dekker, Borgmann, Korkmaz, Post, S. Janssen, S. Steijn, Samuelsen |  |
| Stadion: GelreDome, Arnhem Toeschouwers: 13.249 Arbiter: Bax |                           |           |           | Eduardo, Karavajev, Doekhi, Clarke-Salter 45' 77' ( Thelander), Büttner, Ødegaard 52', Serero, Foor 90', Darfalou, Beerens 78' ( Gong), Linssen RESERVEBANK: Pasveer, Karami, Van der Werff, Clark, Bruns, Ali, Buitink | Unnerstall, Rutten, Röseler, Promes 72' ( Joosten 82'), Kum, Van Ooijen 58' ( Seuntjens), Linthorst 78' ( Van Bruggen), Sušić, Opoku, Mlapa 45', Grot RESERVEBANK: D. van Crooij, Verbong, Dekker, Borgmann, Korkmaz, Post, S. Janssen, S. Steijn, Samuelsen |  |
| Bijz.: 100e competitiewedstrijd Moreno Rutten namens VVV.    |                           |           |           | | |  |

Speelronde 17:
| vrijdag 21 december 2018, 20:00 | VVV-Venlo                    | 2-0 (1-0) | PEC Zwolle | Opstelling VVV-Venlo | Opstelling PEC Zwolle |  |
| Stadion: Stadion De Koel, Venlo Toeschouwers: 7.235 Arbiter: Kooij | Sušić (pen.) 28' Joosten 66' |           |            | D. van Crooij, Rutten 74' ( Dekker), Röseler 83', Promes , Kum, Linthorst 30', Opoku, Sušić, Joosten 90' ( Samuelsen), Mlapa, Grot RESERVEBANK: Verbong, Craenmehr, Van Bruggen, Borgmann, Korkmaz, Van Ooijen, S. Janssen, S. Steijn | Boer 26', Ehizibue 45', Van den Berg, Van Polen , Paal, Dekker, Flemming 24' 67' ( Elbers), Leemans, Namli 28' ( Van der Hart), Van Duinen, V. van Crooij RESERVEBANK: Bouzanis, Ligeon, Van den Belt, Bouy, Kaptein |  |
| Stadion: Stadion De Koel, Venlo Toeschouwers: 7.235 Arbiter: Kooij |                              |           |            | D. van Crooij, Rutten 74' ( Dekker), Röseler 83', Promes , Kum, Linthorst 30', Opoku, Sušić, Joosten 90' ( Samuelsen), Mlapa, Grot RESERVEBANK: Verbong, Craenmehr, Van Bruggen, Borgmann, Korkmaz, Van Ooijen, S. Janssen, S. Steijn | Boer 26', Ehizibue 45', Van den Berg, Van Polen , Paal, Dekker, Flemming 24' 67' ( Elbers), Leemans, Namli 28' ( Van der Hart), Van Duinen, V. van Crooij RESERVEBANK: Bouzanis, Ligeon, Van den Belt, Bouy, Kaptein |  |
| Stadion: Stadion De Koel, Venlo Toeschouwers: 7.235 Arbiter: Kooij |                              |           |            | D. van Crooij, Rutten 74' ( Dekker), Röseler 83', Promes , Kum, Linthorst 30', Opoku, Sušić, Joosten 90' ( Samuelsen), Mlapa, Grot RESERVEBANK: Verbong, Craenmehr, Van Bruggen, Borgmann, Korkmaz, Van Ooijen, S. Janssen, S. Steijn | Boer 26', Ehizibue 45', Van den Berg, Van Polen , Paal, Dekker, Flemming 24' 67' ( Elbers), Leemans, Namli 28' ( Van der Hart), Van Duinen, V. van Crooij RESERVEBANK: Bouzanis, Ligeon, Van den Belt, Bouy, Kaptein |  |
| Bijz.: In de 9e minuut kreeg VVV een penalty na een overtreding van Bram van Polen op Patrick Joosten. Na ingrijpen van de videoscheidsrechter (VAR) werd de penalty geannuleerd door scheidsrechter Joey Kooij. Joosten zou volgens videoscheidsrechter Rob Dieperink buitenspel hebben gestaan. |                              |           |            | | |  |

Speelronde 18:
| zaterdag 19 januari 2019, 19:45 | ADO Den Haag              | 2-4 (1-1) | VVV-Venlo                                         | Opstelling ADO Den Haag | Opstelling VVV-Venlo |  |
| Stadion: Cars Jeans Stadion, Den Haag Toeschouwers: 10.181 Arbiter: Manschot | Becker 13' Falkenburg 60' |           | 43' Joosten 51' Joosten 83' (pen.) Mlapa 90' Grot | Zwinkels 80', Troupée 83' ( Havekotte), Kanon, Pinas, Meijers , Immers, El Khayati, Bakker, Becker, Falkenburg 62' ( Zhang), Lorenzen 62' ( Goppel) RESERVEBANK: Malone, N. Kuipers, Gorter, Goossens, Necid, Hooi | Unnerstall, Rutten, Promes, Röseler, Kum 38' 46' ( Dekker), Post , Seuntjens, Sušić 75' ( Linthorst), Opoku, Mlapa 90' ( Grot), Joosten RESERVEBANK: D. van Crooij, Verbong, R. Janssen, Van Bruggen, Borgmann, Korkmaz, Van Ooijen, S. Steijn, Samuelsen |  |
| Stadion: Cars Jeans Stadion, Den Haag Toeschouwers: 10.181 Arbiter: Manschot |                           |           |                                                   | Zwinkels 80', Troupée 83' ( Havekotte), Kanon, Pinas, Meijers , Immers, El Khayati, Bakker, Becker, Falkenburg 62' ( Zhang), Lorenzen 62' ( Goppel) RESERVEBANK: Malone, N. Kuipers, Gorter, Goossens, Necid, Hooi | Unnerstall, Rutten, Promes, Röseler, Kum 38' 46' ( Dekker), Post , Seuntjens, Sušić 75' ( Linthorst), Opoku, Mlapa 90' ( Grot), Joosten RESERVEBANK: D. van Crooij, Verbong, R. Janssen, Van Bruggen, Borgmann, Korkmaz, Van Ooijen, S. Steijn, Samuelsen |  |
| Stadion: Cars Jeans Stadion, Den Haag Toeschouwers: 10.181 Arbiter: Manschot |                           |           |                                                   | Zwinkels 80', Troupée 83' ( Havekotte), Kanon, Pinas, Meijers , Immers, El Khayati, Bakker, Becker, Falkenburg 62' ( Zhang), Lorenzen 62' ( Goppel) RESERVEBANK: Malone, N. Kuipers, Gorter, Goossens, Necid, Hooi | Unnerstall, Rutten, Promes, Röseler, Kum 38' 46' ( Dekker), Post , Seuntjens, Sušić 75' ( Linthorst), Opoku, Mlapa 90' ( Grot), Joosten RESERVEBANK: D. van Crooij, Verbong, R. Janssen, Van Bruggen, Borgmann, Korkmaz, Van Ooijen, S. Steijn, Samuelsen |  |
| Bijz.: Robert Zwinkels kreeg na ingrijpen van de videoscheidsrechter (VAR) de rode kaart. Diens charge op Peniel Mlapa in het strafschopgebied bleef aanvankelijk onbestraft. Scheidsrechter Jeroen Manschot werd echter gecorrigeerd door videoscheidsrechter Martin van den Kerkhof en VVV kreeg tevens een strafschop. |                           |           |                                                   | | |  |

Speelronde 19:
| zaterdag 26 januari 2019, 20:45                                                                                          | VVV-Venlo           | 2-3 (1-1) | FC Emmen                         | Opstelling VVV-Venlo | Opstelling FC Emmen |  |
| Stadion: Stadion De Koel, Venlo Toeschouwers: 6.145 Arbiter: Bax                                                         | Opoku 20' Opoku 67' |           | 25' Bannink 63' Arias 90' Chacón | Unnerstall, Rutten 39', Promes 87' ( Van Bruggen), Röseler, R. Janssen 79' ( Dekker), Post , Seuntjens, Sušić 90' ( Grot), Opoku, Mlapa 90', Joosten RESERVEBANK: D. van Crooij, Verbong, Kum, Borgmann, Korkmaz, Van Ooijen, Linthorst, Samuelsen | Scherpen, Klok, Veendorp, Bakker, Cavlan, Bijl, De Leeuw 3' 87' ( Neidhart), Chacón 60', Bannink 81' ( Pedersen), Arias 81' ( Braken), Jansen RESERVEBANK: Van der Vlag, Telgenkamp, Siekman, Ben Moussa, De Vos, Niemeijer, Slagveer |  |
| Stadion: Stadion De Koel, Venlo Toeschouwers: 6.145 Arbiter: Bax                                                         |                     |           |                                  | Unnerstall, Rutten 39', Promes 87' ( Van Bruggen), Röseler, R. Janssen 79' ( Dekker), Post , Seuntjens, Sušić 90' ( Grot), Opoku, Mlapa 90', Joosten RESERVEBANK: D. van Crooij, Verbong, Kum, Borgmann, Korkmaz, Van Ooijen, Linthorst, Samuelsen | Scherpen, Klok, Veendorp, Bakker, Cavlan, Bijl, De Leeuw 3' 87' ( Neidhart), Chacón 60', Bannink 81' ( Pedersen), Arias 81' ( Braken), Jansen RESERVEBANK: Van der Vlag, Telgenkamp, Siekman, Ben Moussa, De Vos, Niemeijer, Slagveer |  |
| Stadion: Stadion De Koel, Venlo Toeschouwers: 6.145 Arbiter: Bax                                                         |                     |           |                                  | Unnerstall, Rutten 39', Promes 87' ( Van Bruggen), Röseler, R. Janssen 79' ( Dekker), Post , Seuntjens, Sušić 90' ( Grot), Opoku, Mlapa 90', Joosten RESERVEBANK: D. van Crooij, Verbong, Kum, Borgmann, Korkmaz, Van Ooijen, Linthorst, Samuelsen | Scherpen, Klok, Veendorp, Bakker, Cavlan, Bijl, De Leeuw 3' 87' ( Neidhart), Chacón 60', Bannink 81' ( Pedersen), Arias 81' ( Braken), Jansen RESERVEBANK: Van der Vlag, Telgenkamp, Siekman, Ben Moussa, De Vos, Niemeijer, Slagveer |  |
| Bijz.: De eerste goal van Johnatan Opoku was het 2000e thuisdoelpunt van VVV sinds de invoering van het betaald voetbal. |                     |           |                                  | | |  |

Speelronde 20:
| zaterdag 2 februari 2019, 19:45                                                | AFC Ajax                                                                 | 6-0 (1-0) | VVV-Venlo | Opstelling AFC Ajax | Opstelling VVV-Venlo |  |
| Stadion: Johan Cruijff ArenA, Amsterdam Toeschouwers: 52.868 Arbiter: Lindhout | Ziyech 35' Dolberg 52' Tadić 60' Neres 85' Huntelaar 86' Van de Beek 90' |           |           | Onana, Kristensen, De Ligt , Blind, Tagliafico 64' ( Sinkgraven), Schöne, Van de Beek, F. de Jong, Ziyech, Dolberg 82' ( Huntelaar), Tadić 73' ( Neres) RESERVEBANK: Lamprou, Varela, Veltman, Schuurs, Labyad, De Wit, Ekkelenkamp, Černý | Unnerstall, Rutten, Promes 66' ( Van Bruggen), Röseler, R. Janssen, Post , Seuntjens, Sušić 90' ( Korkmaz), Joosten 73' ( Van Ooijen), Mlapa 36', Grot RESERVEBANK: D. van Crooij, Verbong, Kum, Dekker, Borgmann, Linthorst, S. Janssen, S. Steijn, Samuelsen |  |
| Stadion: Johan Cruijff ArenA, Amsterdam Toeschouwers: 52.868 Arbiter: Lindhout |                                                                          |           |           | Onana, Kristensen, De Ligt , Blind, Tagliafico 64' ( Sinkgraven), Schöne, Van de Beek, F. de Jong, Ziyech, Dolberg 82' ( Huntelaar), Tadić 73' ( Neres) RESERVEBANK: Lamprou, Varela, Veltman, Schuurs, Labyad, De Wit, Ekkelenkamp, Černý | Unnerstall, Rutten, Promes 66' ( Van Bruggen), Röseler, R. Janssen, Post , Seuntjens, Sušić 90' ( Korkmaz), Joosten 73' ( Van Ooijen), Mlapa 36', Grot RESERVEBANK: D. van Crooij, Verbong, Kum, Dekker, Borgmann, Linthorst, S. Janssen, S. Steijn, Samuelsen |  |
| Stadion: Johan Cruijff ArenA, Amsterdam Toeschouwers: 52.868 Arbiter: Lindhout |                                                                          |           |           | Onana, Kristensen, De Ligt , Blind, Tagliafico 64' ( Sinkgraven), Schöne, Van de Beek, F. de Jong, Ziyech, Dolberg 82' ( Huntelaar), Tadić 73' ( Neres) RESERVEBANK: Lamprou, Varela, Veltman, Schuurs, Labyad, De Wit, Ekkelenkamp, Černý | Unnerstall, Rutten, Promes 66' ( Van Bruggen), Röseler, R. Janssen, Post , Seuntjens, Sušić 90' ( Korkmaz), Joosten 73' ( Van Ooijen), Mlapa 36', Grot RESERVEBANK: D. van Crooij, Verbong, Kum, Dekker, Borgmann, Linthorst, S. Janssen, S. Steijn, Samuelsen |  |
|                                                                                |                                                                          |           |           | | |  |

Speelronde 21:
| zaterdag 9 februari 2019, 20:45                                        | VVV-Venlo           | 2-1 (1-0) | Willem II          | Opstelling VVV-Venlo | Opstelling Willem II |  |
| Stadion: Stadion De Koel, Venlo Toeschouwers: 6.134 Arbiter: S. Mulder | Mlapa 43' Mlapa 77' |           | 60' (pen.) Crowley | Unnerstall, Rutten, Promes 44' 67' ( Linthorst 73'), Röseler, Kum 33', Post , Seuntjens, Sušić 76' ( Grot), Van Ooijen, Mlapa, Joosten 90' ( R. Janssen) RESERVEBANK: D. van Crooij, Verbong, Dekker, Van Bruggen, Borgmann, Korkmaz, Samuelsen | Wellenreuther, Dankerlui, Meißner, Peters , Heerkens, Tapia 53', Crowley, Llonch 86' ( McGarry), Özbiliz 58' ( Pavlidis), Isak, Vrousai RESERVEBANK: Woud, Brand, Van den Bogert, Saddiki, Akkaynak, Anita, Kristinsson |  |
| Stadion: Stadion De Koel, Venlo Toeschouwers: 6.134 Arbiter: S. Mulder |                     |           |                    | Unnerstall, Rutten, Promes 44' 67' ( Linthorst 73'), Röseler, Kum 33', Post , Seuntjens, Sušić 76' ( Grot), Van Ooijen, Mlapa, Joosten 90' ( R. Janssen) RESERVEBANK: D. van Crooij, Verbong, Dekker, Van Bruggen, Borgmann, Korkmaz, Samuelsen | Wellenreuther, Dankerlui, Meißner, Peters , Heerkens, Tapia 53', Crowley, Llonch 86' ( McGarry), Özbiliz 58' ( Pavlidis), Isak, Vrousai RESERVEBANK: Woud, Brand, Van den Bogert, Saddiki, Akkaynak, Anita, Kristinsson |  |
| Stadion: Stadion De Koel, Venlo Toeschouwers: 6.134 Arbiter: S. Mulder |                     |           |                    | Unnerstall, Rutten, Promes 44' 67' ( Linthorst 73'), Röseler, Kum 33', Post , Seuntjens, Sušić 76' ( Grot), Van Ooijen, Mlapa, Joosten 90' ( R. Janssen) RESERVEBANK: D. van Crooij, Verbong, Dekker, Van Bruggen, Borgmann, Korkmaz, Samuelsen | Wellenreuther, Dankerlui, Meißner, Peters , Heerkens, Tapia 53', Crowley, Llonch 86' ( McGarry), Özbiliz 58' ( Pavlidis), Isak, Vrousai RESERVEBANK: Woud, Brand, Van den Bogert, Saddiki, Akkaynak, Anita, Kristinsson |  |
| Bijz.: 300e competitiewedstrijd Christian Kum in betaald voetbal.      |                     |           |                    | | |  |

Speelronde 22:
| zaterdag 16 februari 2019, 18:30                                                    | AZ                                      | 3-0 (2-0) | VVV-Venlo | Opstelling AZ | Opstelling VVV-Venlo |  |
| Stadion: AFAS Stadion, Alkmaar Toeschouwers: 14.675 Arbiter: Van den Kerkhof        | Til 7' Röseler (e.d.) 22' Seuntjens 61' |           |           | Bizot, Svensson, Vlaar 75' ( Hatzidiakos 80'), Koopmeiners, Ouwejan, Midtsjø, Til , Maher 48' 84' ( Vejinović), Stengs, Seuntjens 74' ( Guðmundsson), Idrissi RESERVEBANK: Velthuizen, Van Rhijn, Bergsma, Wijndal, Helmer, Johnsen | Unnerstall, Dekker, Post , Röseler, Rutten, Linthorst, Seuntjens, Van Ooijen 51' 75' ( Van Bruggen), Joosten, Mlapa, Grot RESERVEBANK: D. van Crooij, Verbong, R. Janssen, Borgmann, Korkmaz, Opoku, Sušić, Samuelsen |  |
| Stadion: AFAS Stadion, Alkmaar Toeschouwers: 14.675 Arbiter: Van den Kerkhof        |                                         |           |           | Bizot, Svensson, Vlaar 75' ( Hatzidiakos 80'), Koopmeiners, Ouwejan, Midtsjø, Til , Maher 48' 84' ( Vejinović), Stengs, Seuntjens 74' ( Guðmundsson), Idrissi RESERVEBANK: Velthuizen, Van Rhijn, Bergsma, Wijndal, Helmer, Johnsen | Unnerstall, Dekker, Post , Röseler, Rutten, Linthorst, Seuntjens, Van Ooijen 51' 75' ( Van Bruggen), Joosten, Mlapa, Grot RESERVEBANK: D. van Crooij, Verbong, R. Janssen, Borgmann, Korkmaz, Opoku, Sušić, Samuelsen |  |
| Stadion: AFAS Stadion, Alkmaar Toeschouwers: 14.675 Arbiter: Van den Kerkhof        |                                         |           |           | Bizot, Svensson, Vlaar 75' ( Hatzidiakos 80'), Koopmeiners, Ouwejan, Midtsjø, Til , Maher 48' 84' ( Vejinović), Stengs, Seuntjens 74' ( Guðmundsson), Idrissi RESERVEBANK: Velthuizen, Van Rhijn, Bergsma, Wijndal, Helmer, Johnsen | Unnerstall, Dekker, Post , Röseler, Rutten, Linthorst, Seuntjens, Van Ooijen 51' 75' ( Van Bruggen), Joosten, Mlapa, Grot RESERVEBANK: D. van Crooij, Verbong, R. Janssen, Borgmann, Korkmaz, Opoku, Sušić, Samuelsen |  |
| Bijz.: Promes geschorst vanwege 5e gele kaart. Kum geschorst vanwege 5e gele kaart. |                                         |           |           | | |  |

Speelronde 23:
| vrijdag 22 februari 2019, 20:00 | VVV-Venlo | 0-1 (0-0) | Heracles Almelo  | Opstelling VVV-Venlo | Opstelling Heracles Almelo |  |
| Stadion: Stadion De Koel, Venlo Toeschouwers: 6.534 Arbiter: Blank |           |           | 83' (pen.) Osman | Unnerstall, Rutten 39', Röseler 82', Promes 12' ( Van Bruggen), Kum, Post , Seuntjens, Sušić 84' ( Opoku), Van Ooijen 89' ( Grot), Mlapa, Joosten RESERVEBANK: D. van Crooij, Verbong, R. Janssen, Dekker, Borgmann, Korkmaz, Linthorst | Blaswich, Breukers , Rossmann, Van den Buijs 71', Czyborra, Osman 55' 78' ( Duarte), Drost, Merkel, Kuwas, Konings 5' 45' ( Dos Santos), Peterson 88' RESERVEBANK: Brouwer, Bucker, Van Hintum, Droste, Knoester, Van Nieff, Van der Water |  |
| Stadion: Stadion De Koel, Venlo Toeschouwers: 6.534 Arbiter: Blank |           |           |                  | Unnerstall, Rutten 39', Röseler 82', Promes 12' ( Van Bruggen), Kum, Post , Seuntjens, Sušić 84' ( Opoku), Van Ooijen 89' ( Grot), Mlapa, Joosten RESERVEBANK: D. van Crooij, Verbong, R. Janssen, Dekker, Borgmann, Korkmaz, Linthorst | Blaswich, Breukers , Rossmann, Van den Buijs 71', Czyborra, Osman 55' 78' ( Duarte), Drost, Merkel, Kuwas, Konings 5' 45' ( Dos Santos), Peterson 88' RESERVEBANK: Brouwer, Bucker, Van Hintum, Droste, Knoester, Van Nieff, Van der Water |  |
| Stadion: Stadion De Koel, Venlo Toeschouwers: 6.534 Arbiter: Blank |           |           |                  | Unnerstall, Rutten 39', Röseler 82', Promes 12' ( Van Bruggen), Kum, Post , Seuntjens, Sušić 84' ( Opoku), Van Ooijen 89' ( Grot), Mlapa, Joosten RESERVEBANK: D. van Crooij, Verbong, R. Janssen, Dekker, Borgmann, Korkmaz, Linthorst | Blaswich, Breukers , Rossmann, Van den Buijs 71', Czyborra, Osman 55' 78' ( Duarte), Drost, Merkel, Kuwas, Konings 5' 45' ( Dos Santos), Peterson 88' RESERVEBANK: Brouwer, Bucker, Van Hintum, Droste, Knoester, Van Nieff, Van der Water |  |
| Bijz.: Vanwege ernstige blessure Promes in de 7e minuut werd de wedstrijd door scheidsrechter Blank in de 12e minuut gestaakt. Nadat Promes in een ambulance van het veld werd gereden, is de wedstrijd twintig minuten later hervat. |           |           |                  | | |  |

Speelronde 24:
| zondag 3 maart 2019, 14:30 | FC Groningen                                    | 3-2 (2-1) | VVV-Venlo          | Opstelling FC Groningen | Opstelling VVV-Venlo |  |
| Stadion: Hitachi Capital Mobility Stadion, Groningen Toeschouwers: 16.757 Arbiter: Gözübüyük | Mahi (pen.) 24' Mahi (pen.) 41' Bel Hassani 64' |           | 20' Post 46' Mlapa | Padt, Zeefuik, Te Wierik , Chabot, Handwerker, Doan 55', 88', Bruns 60' ( El Hankouri), Reis, Bel Hassani 82' ( Van de Looi), Sierhuis 77' ( Gladon), Mahi RESERVEBANK: Begois, Hoekstra, Kramer, Itakura, Absalem, Hrustić, Pohl, Breij | Unnerstall, Rutten 35', Van Bruggen 81' ( Grot), Röseler, Kum, Post , Seuntjens, Van Ooijen 37' ( Dekker), Joosten, Mlapa 40', Opoku RESERVEBANK: D. van Crooij, Verbong, R. Janssen, Borgmann, Korkmaz, Linthorst, S. Janssen, S. Steijn |  |
| Stadion: Hitachi Capital Mobility Stadion, Groningen Toeschouwers: 16.757 Arbiter: Gözübüyük |                                                 |           |                    | Padt, Zeefuik, Te Wierik , Chabot, Handwerker, Doan 55', 88', Bruns 60' ( El Hankouri), Reis, Bel Hassani 82' ( Van de Looi), Sierhuis 77' ( Gladon), Mahi RESERVEBANK: Begois, Hoekstra, Kramer, Itakura, Absalem, Hrustić, Pohl, Breij | Unnerstall, Rutten 35', Van Bruggen 81' ( Grot), Röseler, Kum, Post , Seuntjens, Van Ooijen 37' ( Dekker), Joosten, Mlapa 40', Opoku RESERVEBANK: D. van Crooij, Verbong, R. Janssen, Borgmann, Korkmaz, Linthorst, S. Janssen, S. Steijn |  |
| Stadion: Hitachi Capital Mobility Stadion, Groningen Toeschouwers: 16.757 Arbiter: Gözübüyük |                                                 |           |                    | Padt, Zeefuik, Te Wierik , Chabot, Handwerker, Doan 55', 88', Bruns 60' ( El Hankouri), Reis, Bel Hassani 82' ( Van de Looi), Sierhuis 77' ( Gladon), Mahi RESERVEBANK: Begois, Hoekstra, Kramer, Itakura, Absalem, Hrustić, Pohl, Breij | Unnerstall, Rutten 35', Van Bruggen 81' ( Grot), Röseler, Kum, Post , Seuntjens, Van Ooijen 37' ( Dekker), Joosten, Mlapa 40', Opoku RESERVEBANK: D. van Crooij, Verbong, R. Janssen, Borgmann, Korkmaz, Linthorst, S. Janssen, S. Steijn |  |
| Bijz.: 200e competitiewedstrijd Moreno Rutten in het betaald voetbal. Moreno Rutten kreeg na ingrijpen van de videoscheidsrechter (VAR) de rode kaart. Hij kreeg aanvankelijk slechts een gele kaart voor zijn charge op Tim Handwerker. Scheidsrechter Serdar Gözübüyük werd echter gecorrigeerd door videoscheidsrechter Laurens Gerrets. |                                                 |           |                    | | |  |

Speelronde 25:
| zaterdag 9 maart 2019, 18:30 | VVV-Venlo | 1-0 (1-0) | Excelsior | Opstelling VVV-Venlo | Opstelling Excelsior |  |
| Stadion: Stadion De Koel, Venlo Toeschouwers: 6.382 Arbiter: Blom | Opoku 45' |           |           | Unnerstall, Rutten, Van Bruggen, Röseler, Kum 57', Post 63', Opoku 57' 89' ( Grot), Seuntjens, Van Ooijen 72' ( Linthorst), Mlapa, Joosten RESERVEBANK: D. van Crooij, Verbong, R. Janssen, Lima, Dekker, Borgmann, Korkmaz, S. Janssen, S. Steijn | Damen, Fortes, Mattheij 53', Oude Kotte, Burnet 55' 86' ( Anderson), Schouten, Messaoud 45' 77' ( Mahmudov), Koolwijk , Edwards, El Hamdaoui 74' ( Ómarsson 90'), Bruins RESERVEBANK: Stevens, De Fockert, Horemans, Matthys, Payne, Hadouir, Haspolat |  |
| Stadion: Stadion De Koel, Venlo Toeschouwers: 6.382 Arbiter: Blom |           |           |           | Unnerstall, Rutten, Van Bruggen, Röseler, Kum 57', Post 63', Opoku 57' 89' ( Grot), Seuntjens, Van Ooijen 72' ( Linthorst), Mlapa, Joosten RESERVEBANK: D. van Crooij, Verbong, R. Janssen, Lima, Dekker, Borgmann, Korkmaz, S. Janssen, S. Steijn | Damen, Fortes, Mattheij 53', Oude Kotte, Burnet 55' 86' ( Anderson), Schouten, Messaoud 45' 77' ( Mahmudov), Koolwijk , Edwards, El Hamdaoui 74' ( Ómarsson 90'), Bruins RESERVEBANK: Stevens, De Fockert, Horemans, Matthys, Payne, Hadouir, Haspolat |  |
| Stadion: Stadion De Koel, Venlo Toeschouwers: 6.382 Arbiter: Blom |           |           |           | Unnerstall, Rutten, Van Bruggen, Röseler, Kum 57', Post 63', Opoku 57' 89' ( Grot), Seuntjens, Van Ooijen 72' ( Linthorst), Mlapa, Joosten RESERVEBANK: D. van Crooij, Verbong, R. Janssen, Lima, Dekker, Borgmann, Korkmaz, S. Janssen, S. Steijn | Damen, Fortes, Mattheij 53', Oude Kotte, Burnet 55' 86' ( Anderson), Schouten, Messaoud 45' 77' ( Mahmudov), Koolwijk , Edwards, El Hamdaoui 74' ( Ómarsson 90'), Bruins RESERVEBANK: Stevens, De Fockert, Horemans, Matthys, Payne, Hadouir, Haspolat |  |
| Bijz.: Rutten vanwege directe rode kaart aanvankelijk drie wedstrijden (waarvan één voorwaardelijk) geschorst, maar na beroepszaak vrijgesproken. 100e competitiewedstrijd Johnatan Opoku namens VVV. |           |           |           | | |  |

Speelronde 26:
| zondag 17 maart 2019, 12:15                                           | VVV-Venlo | 0-1 (0-0) | PSV        | Opstelling VVV-Venlo | Opstelling PSV |  |
| Stadion: Stadion De Koel, Venlo Toeschouwers: 8.000 Arbiter: Manschot |           |           | 86' Lozano | Unnerstall, Rutten, Röseler, Kum, R. Janssen 87' ( Grot), Post , Seuntjens, Opoku, Van Ooijen, Mlapa, Joosten RESERVEBANK: D. van Crooij, Verbong, Lima, Dekker, Van Bruggen, Borgmann, Korkmaz, Linthorst, S. Janssen, S. Steijn, Roemer | Zoet, Dumfries, Schwaab, Viergever, Angeliño, Rosario, Ihattaren 46' ( Malen), Sadílek 78' ( Gakpo), Lozano, De Jong , Bergwijn RESERVEBANK: Room, Van de Meuelenhof, Behich, Obispo, Sainsbury, Teze, Pereiro, Hendrix, Rigo, Gutiérrez |  |
| Stadion: Stadion De Koel, Venlo Toeschouwers: 8.000 Arbiter: Manschot |           |           |            | Unnerstall, Rutten, Röseler, Kum, R. Janssen 87' ( Grot), Post , Seuntjens, Opoku, Van Ooijen, Mlapa, Joosten RESERVEBANK: D. van Crooij, Verbong, Lima, Dekker, Van Bruggen, Borgmann, Korkmaz, Linthorst, S. Janssen, S. Steijn, Roemer | Zoet, Dumfries, Schwaab, Viergever, Angeliño, Rosario, Ihattaren 46' ( Malen), Sadílek 78' ( Gakpo), Lozano, De Jong , Bergwijn RESERVEBANK: Room, Van de Meuelenhof, Behich, Obispo, Sainsbury, Teze, Pereiro, Hendrix, Rigo, Gutiérrez |  |
| Stadion: Stadion De Koel, Venlo Toeschouwers: 8.000 Arbiter: Manschot |           |           |            | Unnerstall, Rutten, Röseler, Kum, R. Janssen 87' ( Grot), Post , Seuntjens, Opoku, Van Ooijen, Mlapa, Joosten RESERVEBANK: D. van Crooij, Verbong, Lima, Dekker, Van Bruggen, Borgmann, Korkmaz, Linthorst, S. Janssen, S. Steijn, Roemer | Zoet, Dumfries, Schwaab, Viergever, Angeliño, Rosario, Ihattaren 46' ( Malen), Sadílek 78' ( Gakpo), Lozano, De Jong , Bergwijn RESERVEBANK: Room, Van de Meuelenhof, Behich, Obispo, Sainsbury, Teze, Pereiro, Hendrix, Rigo, Gutiérrez |  |
|                                                                       |           |           |            | | |  |

Speelronde 27:
| zondag 31 maart 2019, 12:15 | NAC Breda | 1-1 (0-1) | VVV-Venlo | Opstelling NAC Breda | Opstelling VVV-Venlo |  |
| Stadion: Rat Verlegh Stadion, Breda Toeschouwers: 17.946 Arbiter: Van de Graaf | Leigh 66' |           | 14' Mlapa | Van Leer, Van Anholt 41' 82' ( Van Hooijdonk), Koch , Palmer-Brown, Leigh, El Allouchi 77', 80', Lundqvist, Kali, Korte, Te Vrede, Kastaneer 60' ( Rosheuvel) RESERVEBANK: Zwarthoed, Karami, Klomp, Mashart, Reuvers, Nijholt, Ilić, Kaikai | Unnerstall, Rutten 73', Röseler, Kum 45', R. Janssen 32', Post , Opoku, Seuntjens 80' ( Linthorst), Van Ooijen 46' ( Grot), Mlapa, Joosten RESERVEBANK: D. van Crooij, Verbong, Lima, Dekker, Van Bruggen, Borgmann, Korkmaz, Sušić |  |
| Stadion: Rat Verlegh Stadion, Breda Toeschouwers: 17.946 Arbiter: Van de Graaf |           |           |           | Van Leer, Van Anholt 41' 82' ( Van Hooijdonk), Koch , Palmer-Brown, Leigh, El Allouchi 77', 80', Lundqvist, Kali, Korte, Te Vrede, Kastaneer 60' ( Rosheuvel) RESERVEBANK: Zwarthoed, Karami, Klomp, Mashart, Reuvers, Nijholt, Ilić, Kaikai | Unnerstall, Rutten 73', Röseler, Kum 45', R. Janssen 32', Post , Opoku, Seuntjens 80' ( Linthorst), Van Ooijen 46' ( Grot), Mlapa, Joosten RESERVEBANK: D. van Crooij, Verbong, Lima, Dekker, Van Bruggen, Borgmann, Korkmaz, Sušić |  |
| Stadion: Rat Verlegh Stadion, Breda Toeschouwers: 17.946 Arbiter: Van de Graaf |           |           |           | Van Leer, Van Anholt 41' 82' ( Van Hooijdonk), Koch , Palmer-Brown, Leigh, El Allouchi 77', 80', Lundqvist, Kali, Korte, Te Vrede, Kastaneer 60' ( Rosheuvel) RESERVEBANK: Zwarthoed, Karami, Klomp, Mashart, Reuvers, Nijholt, Ilić, Kaikai | Unnerstall, Rutten 73', Röseler, Kum 45', R. Janssen 32', Post , Opoku, Seuntjens 80' ( Linthorst), Van Ooijen 46' ( Grot), Mlapa, Joosten RESERVEBANK: D. van Crooij, Verbong, Lima, Dekker, Van Bruggen, Borgmann, Korkmaz, Sušić |  |
| Bijz.: In de 75e minuut kreeg NAC een penalty na een vermeende overtreding van Ralf Seuntjens op Mounir El Allouchi. Na ingrijpen van de videoscheidsrechter (VAR) werd de penalty geannuleerd door scheidsrechter Edwin van de Graaf. Volgens videoscheidsrechter Martin Pérez was er sprake van een schwalbe. |           |           |           | | |  |

Speelronde 28:
| woensdag 3 april 2019, 18:30                                           | VVV-Venlo             | 2-6 (2-1) | FC Utrecht                                                                     | Opstelling VVV-Venlo | Opstelling FC Utrecht |  |
| Stadion: Stadion De Koel, Venlo Toeschouwers: 6.723 Arbiter: Dieperink | Opoku 18' Joosten 41' |           | 22' Bazoer 53' Bazoer 61' (e.d.) Post 63' Klaiber 69' Van de Streek 88' Kramer | Unnerstall, Dekker, Röseler, Kum, R. Janssen 68' ( Linthorst), Post , Seuntjens, Opoku 79' ( Sušić), Van Ooijen, Mlapa, Joosten RESERVEBANK: D. van Crooij, Verbong, Lima, Van Bruggen, Borgmann, Korkmaz, S. Janssen, S. Steijn, Grot, Roemer | Jensen, Klaiber, Letschert, Janssen , Gavory, Bazoer, Van Overeem 75' ( Strieder), Gustafson 81' ( Emanuelson), Kerk, Van de Streek, Bahebeck 75' ( Kramer) RESERVEBANK: Marsman, Van der Maarel, Guwara, Boussaid, Görtler, Venema |  |
| Stadion: Stadion De Koel, Venlo Toeschouwers: 6.723 Arbiter: Dieperink |                       |           |                                                                                | Unnerstall, Dekker, Röseler, Kum, R. Janssen 68' ( Linthorst), Post , Seuntjens, Opoku 79' ( Sušić), Van Ooijen, Mlapa, Joosten RESERVEBANK: D. van Crooij, Verbong, Lima, Van Bruggen, Borgmann, Korkmaz, S. Janssen, S. Steijn, Grot, Roemer | Jensen, Klaiber, Letschert, Janssen , Gavory, Bazoer, Van Overeem 75' ( Strieder), Gustafson 81' ( Emanuelson), Kerk, Van de Streek, Bahebeck 75' ( Kramer) RESERVEBANK: Marsman, Van der Maarel, Guwara, Boussaid, Görtler, Venema |  |
| Stadion: Stadion De Koel, Venlo Toeschouwers: 6.723 Arbiter: Dieperink |                       |           |                                                                                | Unnerstall, Dekker, Röseler, Kum, R. Janssen 68' ( Linthorst), Post , Seuntjens, Opoku 79' ( Sušić), Van Ooijen, Mlapa, Joosten RESERVEBANK: D. van Crooij, Verbong, Lima, Van Bruggen, Borgmann, Korkmaz, S. Janssen, S. Steijn, Grot, Roemer | Jensen, Klaiber, Letschert, Janssen , Gavory, Bazoer, Van Overeem 75' ( Strieder), Gustafson 81' ( Emanuelson), Kerk, Van de Streek, Bahebeck 75' ( Kramer) RESERVEBANK: Marsman, Van der Maarel, Guwara, Boussaid, Görtler, Venema |  |
| Bijz.: Rutten geschorst vanwege 5e gele kaart                          |                       |           |                                                                                | | |  |

Speelronde 29:
| zondag 7 april 2019, 14:30                                             | VVV-Venlo | 0-3 (0-1) | Feyenoord                             | Opstelling VVV-Venlo | Opstelling Feyenoord |  |
| Stadion: Stadion De Koel, Venlo Toeschouwers: 8.000 Arbiter: S. Mulder |           |           | 24' Larsson 72' Jørgensen 90' Malacia | Unnerstall, Rutten, Röseler, Kum 46' ( Van Bruggen), R. Janssen, Van Ooijen 78' ( Opoku), Post , Sušić, Joosten, Mlapa, Grot 68' ( Seuntjens) RESERVEBANK: D. van Crooij, Verbong, Lima, Dekker, Borgmann, Korkmaz, S. Janssen, S. Steijn, Roemer | Vermeer, Martina, Botteghin, Van Beek, Haps 25' ( Malacia 54'), Clasie 71' ( Ayoub), Toornstra 86', Vilhena, Berghuis, Jørgensen 83' ( Vente), Larsson RESERVEBANK: Delle, Ten Hove, Nieuwkoop, Verdonk, Van der Heijden, Kökçü, Sinisterra |  |
| Stadion: Stadion De Koel, Venlo Toeschouwers: 8.000 Arbiter: S. Mulder |           |           |                                       | Unnerstall, Rutten, Röseler, Kum 46' ( Van Bruggen), R. Janssen, Van Ooijen 78' ( Opoku), Post , Sušić, Joosten, Mlapa, Grot 68' ( Seuntjens) RESERVEBANK: D. van Crooij, Verbong, Lima, Dekker, Borgmann, Korkmaz, S. Janssen, S. Steijn, Roemer | Vermeer, Martina, Botteghin, Van Beek, Haps 25' ( Malacia 54'), Clasie 71' ( Ayoub), Toornstra 86', Vilhena, Berghuis, Jørgensen 83' ( Vente), Larsson RESERVEBANK: Delle, Ten Hove, Nieuwkoop, Verdonk, Van der Heijden, Kökçü, Sinisterra |  |
| Stadion: Stadion De Koel, Venlo Toeschouwers: 8.000 Arbiter: S. Mulder |           |           |                                       | Unnerstall, Rutten, Röseler, Kum 46' ( Van Bruggen), R. Janssen, Van Ooijen 78' ( Opoku), Post , Sušić, Joosten, Mlapa, Grot 68' ( Seuntjens) RESERVEBANK: D. van Crooij, Verbong, Lima, Dekker, Borgmann, Korkmaz, S. Janssen, S. Steijn, Roemer | Vermeer, Martina, Botteghin, Van Beek, Haps 25' ( Malacia 54'), Clasie 71' ( Ayoub), Toornstra 86', Vilhena, Berghuis, Jørgensen 83' ( Vente), Larsson RESERVEBANK: Delle, Ten Hove, Nieuwkoop, Verdonk, Van der Heijden, Kökçü, Sinisterra |  |
|                                                                        |           |           |                                       | | |  |

Speelronde 30:
| zaterdag 13 april 2019, 20:45 | Fortuna Sittard | 1-1 (1-0) | VVV-Venlo | Opstelling Fortuna Sittard | Opstelling VVV-Venlo |  |
| Stadion: Fortuna Sittard Stadion, Sittard Toeschouwers: 9.511 Arbiter: Bax | Novakovich 11'  |           | 81' Grot  | Koșelev, Mac-Intosch, Ramírez 22', Heerings, Pinto , El Messaoudi, Balić, Smeets 84', Lamprou 86' ( Dianessy), Novakovich, Diemers RESERVEBANK: Koot, Jug, Essers, Ciranni, Syhre, Ospitalieri, Ciss, Hutten, Semedo, Stokkers | Unnerstall, Rutten, Lima 80' ( Van Bruggen), Röseler, R. Janssen, Linthorst 71' ( Grot), Post 52', Sušić 63' ( Seuntjens), Opoku, Mlapa, Joosten RESERVEBANK: D. van Crooij, Verbong, Kum, Dekker, Korkmaz, Van Ooijen, S. Janssen, S. Steijn |  |
| Stadion: Fortuna Sittard Stadion, Sittard Toeschouwers: 9.511 Arbiter: Bax |                 |           |           | Koșelev, Mac-Intosch, Ramírez 22', Heerings, Pinto , El Messaoudi, Balić, Smeets 84', Lamprou 86' ( Dianessy), Novakovich, Diemers RESERVEBANK: Koot, Jug, Essers, Ciranni, Syhre, Ospitalieri, Ciss, Hutten, Semedo, Stokkers | Unnerstall, Rutten, Lima 80' ( Van Bruggen), Röseler, R. Janssen, Linthorst 71' ( Grot), Post 52', Sušić 63' ( Seuntjens), Opoku, Mlapa, Joosten RESERVEBANK: D. van Crooij, Verbong, Kum, Dekker, Korkmaz, Van Ooijen, S. Janssen, S. Steijn |  |
| Stadion: Fortuna Sittard Stadion, Sittard Toeschouwers: 9.511 Arbiter: Bax |                 |           |           | Koșelev, Mac-Intosch, Ramírez 22', Heerings, Pinto , El Messaoudi, Balić, Smeets 84', Lamprou 86' ( Dianessy), Novakovich, Diemers RESERVEBANK: Koot, Jug, Essers, Ciranni, Syhre, Ospitalieri, Ciss, Hutten, Semedo, Stokkers | Unnerstall, Rutten, Lima 80' ( Van Bruggen), Röseler, R. Janssen, Linthorst 71' ( Grot), Post 52', Sušić 63' ( Seuntjens), Opoku, Mlapa, Joosten RESERVEBANK: D. van Crooij, Verbong, Kum, Dekker, Korkmaz, Van Ooijen, S. Janssen, S. Steijn |  |
| Bijz.: Doelpunt Fortuna Sittard in de 77e minuut afgekeurd na het raadplegen van de videoscheidsrechter (VAR). Volgens videoscheidsrechter Danny Makkelie stond Lamprou daarbij buitenspel. Competitiedebuut Josimar Lima namens VVV. |                 |           |           | | |  |

Speelronde 31:
| zaterdag 20 april 2019, 20:45                                                                                      | VVV-Venlo                                   | 4-1 (1-1) | De Graafschap | Opstelling VVV-Venlo | Opstelling De Graafschap |  |
| Stadion: Stadion De Koel, Venlo Toeschouwers: 6.545 Arbiter: Gözübüyük                                             | Seuntjens 38' Mlapa 55' Grot 58' Rutten 85' |           | 2' Narsingh   | Unnerstall, Rutten, Röseler , Lima 19' ( Kum), R. Janssen, Van Bruggen 31' ( Seuntjens), Van Ooijen, Linthorst 46' ( Grot), Opoku, Mlapa, Joosten RESERVEBANK: D. van Crooij, Verbong, Dekker, Borgmann, Korkmaz, Sušić, S. Janssen, S. Steijn, Roemer | Bertrams, Owusu, Straalman , S. Nieuwpoort, Tutuarima, Vet 72' ( Serrarens 77'), El Jebli, Matusiwa, Narsingh, Benschop 76' ( Van Mieghem), Burgzorg 59' ( Bahoui) RESERVEBANK: Jurjus, Rondeel, L. Nieuwpoort, Ligeon, Klaasen, Bakker, Olijve, Nijland |  |
| Stadion: Stadion De Koel, Venlo Toeschouwers: 6.545 Arbiter: Gözübüyük                                             |                                             |           |               | Unnerstall, Rutten, Röseler , Lima 19' ( Kum), R. Janssen, Van Bruggen 31' ( Seuntjens), Van Ooijen, Linthorst 46' ( Grot), Opoku, Mlapa, Joosten RESERVEBANK: D. van Crooij, Verbong, Dekker, Borgmann, Korkmaz, Sušić, S. Janssen, S. Steijn, Roemer | Bertrams, Owusu, Straalman , S. Nieuwpoort, Tutuarima, Vet 72' ( Serrarens 77'), El Jebli, Matusiwa, Narsingh, Benschop 76' ( Van Mieghem), Burgzorg 59' ( Bahoui) RESERVEBANK: Jurjus, Rondeel, L. Nieuwpoort, Ligeon, Klaasen, Bakker, Olijve, Nijland |  |
| Stadion: Stadion De Koel, Venlo Toeschouwers: 6.545 Arbiter: Gözübüyük                                             |                                             |           |               | Unnerstall, Rutten, Röseler , Lima 19' ( Kum), R. Janssen, Van Bruggen 31' ( Seuntjens), Van Ooijen, Linthorst 46' ( Grot), Opoku, Mlapa, Joosten RESERVEBANK: D. van Crooij, Verbong, Dekker, Borgmann, Korkmaz, Sušić, S. Janssen, S. Steijn, Roemer | Bertrams, Owusu, Straalman , S. Nieuwpoort, Tutuarima, Vet 72' ( Serrarens 77'), El Jebli, Matusiwa, Narsingh, Benschop 76' ( Van Mieghem), Burgzorg 59' ( Bahoui) RESERVEBANK: Jurjus, Rondeel, L. Nieuwpoort, Ligeon, Klaasen, Bakker, Olijve, Nijland |  |
| Bijz.: Post geschorst vanwege 5e gele kaart. VVV verzekert zich dankzij deze zege van handhaving in de Eredivisie. |                                             |           |               | | |  |

Speelronde 32:
| dinsdag 23 april 2019, 19:45                                                     | sc Heerenveen     | 2-2 (1-0) | VVV-Venlo              | Opstelling sc Heerenveen | Opstelling VVV-Venlo |  |
| Stadion: Abe Lenstra Stadion, Heerenveen Toeschouwers: 17.450 Arbiter: Dieperink | Vlap 27' Vlap 75' |           | 56' Grot 89' S. Steijn | Hahn, Schmidt, Høegh , Pierie, Woudenberg, Rienstra, Kobayashi 67' ( Schaars), Van Amersfoort 67' ( Thorsby), Van Bergen, Lammers, Vlap RESERVEBANK: Bednarek, Doornbusch, Floranus, Skovgaard, Drešević, Hornkamp, Kongolo, Mihajlović, Johnsen | Unnerstall, Rutten, Röseler, Kum, R. Janssen 74', Post , Opoku 65' ( Dekker), Sušić 81' ( S. Steijn), Van Ooijen 46' ( Grot), Mlapa, Joosten RESERVEBANK: D. van Crooij, Verbong, Van Bruggen, Borgmann, Korkmaz, S. Janssen, Roemer |  |
| Stadion: Abe Lenstra Stadion, Heerenveen Toeschouwers: 17.450 Arbiter: Dieperink |                   |           |                        | Hahn, Schmidt, Høegh , Pierie, Woudenberg, Rienstra, Kobayashi 67' ( Schaars), Van Amersfoort 67' ( Thorsby), Van Bergen, Lammers, Vlap RESERVEBANK: Bednarek, Doornbusch, Floranus, Skovgaard, Drešević, Hornkamp, Kongolo, Mihajlović, Johnsen | Unnerstall, Rutten, Röseler, Kum, R. Janssen 74', Post , Opoku 65' ( Dekker), Sušić 81' ( S. Steijn), Van Ooijen 46' ( Grot), Mlapa, Joosten RESERVEBANK: D. van Crooij, Verbong, Van Bruggen, Borgmann, Korkmaz, S. Janssen, Roemer |  |
| Stadion: Abe Lenstra Stadion, Heerenveen Toeschouwers: 17.450 Arbiter: Dieperink |                   |           |                        | Hahn, Schmidt, Høegh , Pierie, Woudenberg, Rienstra, Kobayashi 67' ( Schaars), Van Amersfoort 67' ( Thorsby), Van Bergen, Lammers, Vlap RESERVEBANK: Bednarek, Doornbusch, Floranus, Skovgaard, Drešević, Hornkamp, Kongolo, Mihajlović, Johnsen | Unnerstall, Rutten, Röseler, Kum, R. Janssen 74', Post , Opoku 65' ( Dekker), Sušić 81' ( S. Steijn), Van Ooijen 46' ( Grot), Mlapa, Joosten RESERVEBANK: D. van Crooij, Verbong, Van Bruggen, Borgmann, Korkmaz, S. Janssen, Roemer |  |
| Bijz.: Seuntjens disciplinair geschorst door de club.                            |                   |           |                        | | |  |

Speelronde 33:
| zondag 12 mei 2019, 14:30 | PEC Zwolle         | 2-4 (1-0) | VVV-Venlo                                    | Opstelling PEC Zwolle | Opstelling VVV-Venlo |  |
| Stadion: MAC³PARK stadion, Zwolle Toeschouwers: 13.189 Arbiter: Van der Eijk | Thy 43' Elbers 85' |           | 54' Mlapa 57' Mlapa 65' Van Ooijen 75' Mlapa | Boer, Lachman 75' ( Bouy), Van den Berg, Nakayama, Paal, Hamer, Namli , Clement 68' ( Elbers), V. van Crooij, Thy, Van Duinen RESERVEBANK: Van der Hart, Bouzanis, Koppers, Dekker, Leemans, Genreau | Unnerstall 85', Rutten 46' ( Dekker), Röseler, Kum 83' ( Van Bruggen), R. Janssen, Post , Sušić, Van Ooijen, Joosten, Mlapa 90' ( Borgmann), Grot RESERVEBANK: D. van Crooij, Verbong, Lima, Korkmaz, Opoku, Linthorst, S. Steijn |  |
| Stadion: MAC³PARK stadion, Zwolle Toeschouwers: 13.189 Arbiter: Van der Eijk |                    |           |                                              | Boer, Lachman 75' ( Bouy), Van den Berg, Nakayama, Paal, Hamer, Namli , Clement 68' ( Elbers), V. van Crooij, Thy, Van Duinen RESERVEBANK: Van der Hart, Bouzanis, Koppers, Dekker, Leemans, Genreau | Unnerstall 85', Rutten 46' ( Dekker), Röseler, Kum 83' ( Van Bruggen), R. Janssen, Post , Sušić, Van Ooijen, Joosten, Mlapa 90' ( Borgmann), Grot RESERVEBANK: D. van Crooij, Verbong, Lima, Korkmaz, Opoku, Linthorst, S. Steijn |  |
| Stadion: MAC³PARK stadion, Zwolle Toeschouwers: 13.189 Arbiter: Van der Eijk |                    |           |                                              | Boer, Lachman 75' ( Bouy), Van den Berg, Nakayama, Paal, Hamer, Namli , Clement 68' ( Elbers), V. van Crooij, Thy, Van Duinen RESERVEBANK: Van der Hart, Bouzanis, Koppers, Dekker, Leemans, Genreau | Unnerstall 85', Rutten 46' ( Dekker), Röseler, Kum 83' ( Van Bruggen), R. Janssen, Post , Sušić, Van Ooijen, Joosten, Mlapa 90' ( Borgmann), Grot RESERVEBANK: D. van Crooij, Verbong, Lima, Korkmaz, Opoku, Linthorst, S. Steijn |  |
| Bijz.: Oorspronkelijk geprogrammeerd als 34e speelronde in de Eredivisie. De 33e speelronde is echter door de KNVB van 28 april verplaatst naar 15 mei om Ajax vanwege Champions League-verplichtingen lucht te geven in het volle speelschema. |                    |           |                                              | | |  |

Speelronde 34:
| woensdag 15 mei 2019, 19:30 | VVV-Venlo      | 1-3 (0-2) | Vitesse                             | Opstelling VVV-Venlo | Opstelling Vitesse |  |
| Stadion: Stadion De Koel, Venlo Toeschouwers: 6.512 Arbiter: Lindhout | Van Ooijen 68' |           | 23' Karavajev 39' Ødegaard 83' Bero | Unnerstall 20' ( D. van Crooij), Dekker 46' ( Linthorst), Röseler, Van Bruggen, R. Janssen, Post , Van Ooijen, Sušić 69' ( Opoku), Joosten, Mlapa, Grot RESERVEBANK: Verbong, Lima, Borgmann, Korkmaz, S. Janssen, S. Steijn | Pasveer, Karavajev, Doekhi, Van der Werff, Clark, Ødegaard, Serero, Foor, Büttner 68' ( Bero), Buitink 46' ( Matavž), Linssen 85' ( Darfalou) RESERVEBANK: Eduardo, Thelander, Clarke-Salter, Ali, Beerens, Musaba, Dauda |  |
| Stadion: Stadion De Koel, Venlo Toeschouwers: 6.512 Arbiter: Lindhout |                |           |                                     | Unnerstall 20' ( D. van Crooij), Dekker 46' ( Linthorst), Röseler, Van Bruggen, R. Janssen, Post , Van Ooijen, Sušić 69' ( Opoku), Joosten, Mlapa, Grot RESERVEBANK: Verbong, Lima, Borgmann, Korkmaz, S. Janssen, S. Steijn | Pasveer, Karavajev, Doekhi, Van der Werff, Clark, Ødegaard, Serero, Foor, Büttner 68' ( Bero), Buitink 46' ( Matavž), Linssen 85' ( Darfalou) RESERVEBANK: Eduardo, Thelander, Clarke-Salter, Ali, Beerens, Musaba, Dauda |  |
| Stadion: Stadion De Koel, Venlo Toeschouwers: 6.512 Arbiter: Lindhout |                |           |                                     | Unnerstall 20' ( D. van Crooij), Dekker 46' ( Linthorst), Röseler, Van Bruggen, R. Janssen, Post , Van Ooijen, Sušić 69' ( Opoku), Joosten, Mlapa, Grot RESERVEBANK: Verbong, Lima, Borgmann, Korkmaz, S. Janssen, S. Steijn | Pasveer, Karavajev, Doekhi, Van der Werff, Clark, Ødegaard, Serero, Foor, Büttner 68' ( Bero), Buitink 46' ( Matavž), Linssen 85' ( Darfalou) RESERVEBANK: Eduardo, Thelander, Clarke-Salter, Ali, Beerens, Musaba, Dauda |  |
| Bijz.: Oorspronkelijk geprogrammeerd voor de 33e speelronde in de Eredivisie op zondag 28 april 2019. De gehele speelronde is door de KNVB verplaatst om Ajax vanwege Champions League-verplichtingen lucht te geven in het volle speelschema. |                |           |                                     | | |  |

### KNVB beker
Eerste ronde:
| dinsdag 25 september 2018, 19:45                                                                  | RKVV Westlandia | 0-3 (0-1) | VVV-Venlo                           | Opstelling RKVV Westlandia | Opstelling VVV-Venlo |  |
| Stadion: Sportpark De Hoge Bomen, Naaldwijk Toeschouwers: 2.250 Arbiter: Oostrom                  |                 |           | 25' Samuelsen 56' Samuelsen 65' Kum | Leerdam, Jacobs, Nwankwo, Van der Knaap , Van Vliet, Van der Zalm 71' ( Bransen), Wadie 71' ( Kloos 77'), Markes 39', Tichem, Van Bochoven 67' ( Mazlum), Serbony RESERVEBANK: Janssen, Dias de Oliveira, Vissers, Bajić | D. van Crooij, Dekker, Van Bruggen, Kum, Borgmann, Post 81' ( S. Steijn), Van Ooijen, Sušić 74' ( S. Janssen 90'), Joosten 87' ( Roemer), Mlapa, Samuelsen RESERVEBANK: Unnerstall, Verbong, Rutten, R. Janssen, Seuntjens, Opoku, Grot, Röseler, Linthorst |  |
| Stadion: Sportpark De Hoge Bomen, Naaldwijk Toeschouwers: 2.250 Arbiter: Oostrom                  |                 |           |                                     | Leerdam, Jacobs, Nwankwo, Van der Knaap , Van Vliet, Van der Zalm 71' ( Bransen), Wadie 71' ( Kloos 77'), Markes 39', Tichem, Van Bochoven 67' ( Mazlum), Serbony RESERVEBANK: Janssen, Dias de Oliveira, Vissers, Bajić | D. van Crooij, Dekker, Van Bruggen, Kum, Borgmann, Post 81' ( S. Steijn), Van Ooijen, Sušić 74' ( S. Janssen 90'), Joosten 87' ( Roemer), Mlapa, Samuelsen RESERVEBANK: Unnerstall, Verbong, Rutten, R. Janssen, Seuntjens, Opoku, Grot, Röseler, Linthorst |  |
| Stadion: Sportpark De Hoge Bomen, Naaldwijk Toeschouwers: 2.250 Arbiter: Oostrom                  |                 |           |                                     | Leerdam, Jacobs, Nwankwo, Van der Knaap , Van Vliet, Van der Zalm 71' ( Bransen), Wadie 71' ( Kloos 77'), Markes 39', Tichem, Van Bochoven 67' ( Mazlum), Serbony RESERVEBANK: Janssen, Dias de Oliveira, Vissers, Bajić | D. van Crooij, Dekker, Van Bruggen, Kum, Borgmann, Post 81' ( S. Steijn), Van Ooijen, Sušić 74' ( S. Janssen 90'), Joosten 87' ( Roemer), Mlapa, Samuelsen RESERVEBANK: Unnerstall, Verbong, Rutten, R. Janssen, Seuntjens, Opoku, Grot, Röseler, Linthorst |  |
| Bijz.: Debuut Simon Janssen, Sem Steijn en Yahcuroo Roemer namens VVV in een officiële wedstrijd. |                 |           |                                     | | |  |

Tweede ronde:
| woensdag 31 oktober 2018, 19:45                                                                                 | AZ                                          | 2-0 (0-0) | VVV-Venlo | Opstelling AZ | Opstelling VVV-Venlo |  |
| Stadion: AFAS Stadion, Alkmaar Toeschouwers: 6.026 Arbiter: Lindhout                                            | Seuntjens 46' Idrissi 86' Stengs 90' (pen.) |           |           | Bizot, Svensson, Vlaar, Hatzidiakos, Ouwejan, Midtsjø, Til , Koopmeiners, Guðmundsson 82' ( Van Rhijn), Seuntjens 85' ( Druijf), Idrissi 89' ( Stengs) RESERVEBANK: Velthuizen, Wijndal, Bergsma, Maher, Vejinović, Johnsen, Rotariu | Unnerstall, Rutten, Röseler, Kum 66' ( Mlapa), Borgmann, Van Bruggen, Post , Van Ooijen 79' ( Opoku), Grot, Joosten 66' ( Seuntjens), Samuelsen RESERVEBANK: D. van Crooij, Verbong, Promes, Korkmaz, Van Dijck, Linthorst, Sušić, S. Steijn, Roemer |  |
| Stadion: AFAS Stadion, Alkmaar Toeschouwers: 6.026 Arbiter: Lindhout                                            |                                             |           |           | Bizot, Svensson, Vlaar, Hatzidiakos, Ouwejan, Midtsjø, Til , Koopmeiners, Guðmundsson 82' ( Van Rhijn), Seuntjens 85' ( Druijf), Idrissi 89' ( Stengs) RESERVEBANK: Velthuizen, Wijndal, Bergsma, Maher, Vejinović, Johnsen, Rotariu | Unnerstall, Rutten, Röseler, Kum 66' ( Mlapa), Borgmann, Van Bruggen, Post , Van Ooijen 79' ( Opoku), Grot, Joosten 66' ( Seuntjens), Samuelsen RESERVEBANK: D. van Crooij, Verbong, Promes, Korkmaz, Van Dijck, Linthorst, Sušić, S. Steijn, Roemer |  |
| Stadion: AFAS Stadion, Alkmaar Toeschouwers: 6.026 Arbiter: Lindhout                                            |                                             |           |           | Bizot, Svensson, Vlaar, Hatzidiakos, Ouwejan, Midtsjø, Til , Koopmeiners, Guðmundsson 82' ( Van Rhijn), Seuntjens 85' ( Druijf), Idrissi 89' ( Stengs) RESERVEBANK: Velthuizen, Wijndal, Bergsma, Maher, Vejinović, Johnsen, Rotariu | Unnerstall, Rutten, Röseler, Kum 66' ( Mlapa), Borgmann, Van Bruggen, Post , Van Ooijen 79' ( Opoku), Grot, Joosten 66' ( Seuntjens), Samuelsen RESERVEBANK: D. van Crooij, Verbong, Promes, Korkmaz, Van Dijck, Linthorst, Sušić, S. Steijn, Roemer |  |
| Bijz.: R. Janssen geschorst (1e wedstrijd) vanwege directe rode kaart in de competitiewedstrijd FC Emmen - VVV. |                                             |           |           | | |  |

## Oefenwedstrijden

### Voorbereiding
| zaterdag 30 juni 2018, 16:00                                 | SV Blerick | 0-10 (0-2) | VVV-Venlo | Opstelling SV Blerick | Opstelling VVV-Venlo |
| Stadion: Sportpark "'t Saorbrook", Blerick Toeschouwers: 300 |            |            | 28' S. Steijn 38' Leemans 57' S. Janssen 58' Mlapa 65' Mlapa 66' Mlapa 73' Rutten 75' Wienhoven 76' Mlapa 83' Rutten |                       | Unnerstall 46' ( Verbong), Dekker 46' ( Van Dijck), Promes 46' ( Röseler), Korkmaz 46' ( Kum), R. Janssen 46' ( Labylle), Linthorst 46' ( Van Bruggen), Leemans 46' ( Rutten), S. Steijn 46' ( S. Janssen), V. van Crooij 46' ( Roemer), Seuntjens 46' ( Mlapa), Bastiaans 46' ( Wienhoven) |
| Stadion: Sportpark "'t Saorbrook", Blerick Toeschouwers: 300 |            |            | |                       | Unnerstall 46' ( Verbong), Dekker 46' ( Van Dijck), Promes 46' ( Röseler), Korkmaz 46' ( Kum), R. Janssen 46' ( Labylle), Linthorst 46' ( Van Bruggen), Leemans 46' ( Rutten), S. Steijn 46' ( S. Janssen), V. van Crooij 46' ( Roemer), Seuntjens 46' ( Mlapa), Bastiaans 46' ( Wienhoven) |
| Stadion: Sportpark "'t Saorbrook", Blerick Toeschouwers: 300 |            |            | |                       | Unnerstall 46' ( Verbong), Dekker 46' ( Van Dijck), Promes 46' ( Röseler), Korkmaz 46' ( Kum), R. Janssen 46' ( Labylle), Linthorst 46' ( Van Bruggen), Leemans 46' ( Rutten), S. Steijn 46' ( S. Janssen), V. van Crooij 46' ( Roemer), Seuntjens 46' ( Mlapa), Bastiaans 46' ( Wienhoven) |
|                                                              |            |            | |                       | |

| dinsdag 3 juli 2018, 19:30                                                        | Sparta '18 | 0-7 (0-4) | VVV-Venlo | Opstelling Sparta '18 | Opstelling VVV-Venlo |
| Stadion: Sportpark "'t Spansel", Sevenum Toeschouwers: 750 Arbiter: Wiedemeijer   |            |           | 18' (pen.) V. van Crooij 24' V. van Crooij 31' Wienhoven 33' Promes 45' Seuntjens 53' Linthorst 62' Bastiaans 89' Linthorst |                       | D. van Crooij 46' ( Verbong), Van Dijck 46' ( Dekker), Promes 46' ( Röseler), Kum 46' ( Korkmaz), R. Janssen 46' ( Labylle), Van Bruggen 46' ( Linthorst), Rutten 46' ( Leemans), Coenen 46' ( S. Steijn), V. van Crooij 46' ( Roemer), Seuntjens 46' ( Mlapa), Wienhoven 46' ( Bastiaans) |
| Stadion: Sportpark "'t Spansel", Sevenum Toeschouwers: 750 Arbiter: Wiedemeijer   |            |           | |                       | D. van Crooij 46' ( Verbong), Van Dijck 46' ( Dekker), Promes 46' ( Röseler), Kum 46' ( Korkmaz), R. Janssen 46' ( Labylle), Van Bruggen 46' ( Linthorst), Rutten 46' ( Leemans), Coenen 46' ( S. Steijn), V. van Crooij 46' ( Roemer), Seuntjens 46' ( Mlapa), Wienhoven 46' ( Bastiaans) |
| Stadion: Sportpark "'t Spansel", Sevenum Toeschouwers: 750 Arbiter: Wiedemeijer   |            |           | |                       | D. van Crooij 46' ( Verbong), Van Dijck 46' ( Dekker), Promes 46' ( Röseler), Kum 46' ( Korkmaz), R. Janssen 46' ( Labylle), Van Bruggen 46' ( Linthorst), Rutten 46' ( Leemans), Coenen 46' ( S. Steijn), V. van Crooij 46' ( Roemer), Seuntjens 46' ( Mlapa), Wienhoven 46' ( Bastiaans) |
| Bijz.: Bij Sparta '18 speelt gastspeler Royston Drenthe na rust een kwartier mee. |            |           | |                       | |

| zaterdag 7 juli 2018, 16:00                                                     | VV Veritas | 1-7 (1-4) | VVV-Venlo                                                               | Opstelling VV Veritas | Opstelling VVV-Venlo |
| Stadion: Sportpark "Breierein", Neeritter Toeschouwers: 250 Arbiter: Verstappen | Dierx 26'  |           | 13' Leemans 14' Grot 23' Mlapa 30' Grot 41' Leemans 49' Mlapa 56' Mlapa |                       | Unnerstall, Rutten 60' ( Van Dijck), Röseler 60' ( Promes), Kum 60' ( S. Janssen), R. Janssen 60' ( Labylle), Leemans 60' ( Touré), Seuntjens 46' ( S. Steijn), Van Bruggen 60' ( Linthorst), V. van Crooij 46' ( Hazard), Mlapa 60' ( Wienhoven), Grot 60' ( Roemer) |
| Stadion: Sportpark "Breierein", Neeritter Toeschouwers: 250 Arbiter: Verstappen |            |           |                                                                         |                       | Unnerstall, Rutten 60' ( Van Dijck), Röseler 60' ( Promes), Kum 60' ( S. Janssen), R. Janssen 60' ( Labylle), Leemans 60' ( Touré), Seuntjens 46' ( S. Steijn), Van Bruggen 60' ( Linthorst), V. van Crooij 46' ( Hazard), Mlapa 60' ( Wienhoven), Grot 60' ( Roemer) |
| Stadion: Sportpark "Breierein", Neeritter Toeschouwers: 250 Arbiter: Verstappen |            |           |                                                                         |                       | Unnerstall, Rutten 60' ( Van Dijck), Röseler 60' ( Promes), Kum 60' ( S. Janssen), R. Janssen 60' ( Labylle), Leemans 60' ( Touré), Seuntjens 46' ( S. Steijn), Van Bruggen 60' ( Linthorst), V. van Crooij 46' ( Hazard), Mlapa 60' ( Wienhoven), Grot 60' ( Roemer) |
| Bijz.: Hazard en Touré spelen op proef mee.                                     |            |           |                                                                         |                       | |

| dinsdag 10 juli 2018, 18:00                                                          | SVEB | 0-16 (0-9) | VVV-Venlo | Opstelling SVEB | Opstelling VVV-Venlo |
| Stadion: Sportpark "'t Venneke", Broekhuizenvorst Toeschouwers: 400 Arbiter: Peeters |      |            | 1' Grot 7' Rutten 10' Mlapa 12' Mlapa 15' Mlapa 16' Grot 28' Sušić 31' Sušić 36' Hazard 48' Leemans 49' Leemans 50' Hazard 54' Leemans 64' Leemans 67' Leemans 77' Hazard |                 | D. van Crooij, Kum, Promes , Röseler 77' ( Van Dijck), Labylle, Rutten 77' ( S. Janssen), Sušić 46' ( Leemans), Van Bruggen 77' ( S. Steijn), Hazard, Mlapa 60' ( R. Janssen), Grot 70' ( Roemer) RESERVEBANK: Unnerstall, Verbong |
| Stadion: Sportpark "'t Venneke", Broekhuizenvorst Toeschouwers: 400 Arbiter: Peeters |      |            | |                 | D. van Crooij, Kum, Promes , Röseler 77' ( Van Dijck), Labylle, Rutten 77' ( S. Janssen), Sušić 46' ( Leemans), Van Bruggen 77' ( S. Steijn), Hazard, Mlapa 60' ( R. Janssen), Grot 70' ( Roemer) RESERVEBANK: Unnerstall, Verbong |
| Stadion: Sportpark "'t Venneke", Broekhuizenvorst Toeschouwers: 400 Arbiter: Peeters |      |            | |                 | D. van Crooij, Kum, Promes , Röseler 77' ( Van Dijck), Labylle, Rutten 77' ( S. Janssen), Sušić 46' ( Leemans), Van Bruggen 77' ( S. Steijn), Hazard, Mlapa 60' ( R. Janssen), Grot 70' ( Roemer) RESERVEBANK: Unnerstall, Verbong |
| Bijz.: Hazard speelt op proef mee.                                                   |      |            | |                 | |

| woensdag 18 juli 2018, 19:30                                                                      | RKSV Wittenhorst | 0-1 (0-0) | VVV-Venlo | Opstelling RKSV Wittenhorst | Opstelling VVV-Venlo |  |
| Stadion: Sportpark "Ter Horst", Horst Toeschouwers: 1.300 Arbiter: Tunnissen                      |                  |           | 71' Kum   | Witt, Scheres, Daniëls, Hanssen, Van de Ven, Heijnen, Hendriks, Spreeuwenberg, B. Zanders, T. Zanders, Janssen RESERVEBANK: Tissen, Wijnhoven, J. Beurskens, R. Zanders, Van Rensch, G. Beurskens | D. van Crooij, Dekker 40' 46' ( Röseler), Promes, Kum, R. Janssen 80' ( Labylle), Post 46' ( Van Bruggen), Rutten 46' ( S. Steijn), Sušić, Kiesewetter 46' ( Roemer), Mlapa, Grot 70' ( Hunte) RESERVEBANK: Verbong, Korkmaz, Van Dijck |  |
| Stadion: Sportpark "Ter Horst", Horst Toeschouwers: 1.300 Arbiter: Tunnissen                      |                  |           |           | Witt, Scheres, Daniëls, Hanssen, Van de Ven, Heijnen, Hendriks, Spreeuwenberg, B. Zanders, T. Zanders, Janssen RESERVEBANK: Tissen, Wijnhoven, J. Beurskens, R. Zanders, Van Rensch, G. Beurskens | D. van Crooij, Dekker 40' 46' ( Röseler), Promes, Kum, R. Janssen 80' ( Labylle), Post 46' ( Van Bruggen), Rutten 46' ( S. Steijn), Sušić, Kiesewetter 46' ( Roemer), Mlapa, Grot 70' ( Hunte) RESERVEBANK: Verbong, Korkmaz, Van Dijck |  |
| Stadion: Sportpark "Ter Horst", Horst Toeschouwers: 1.300 Arbiter: Tunnissen                      |                  |           |           | Witt, Scheres, Daniëls, Hanssen, Van de Ven, Heijnen, Hendriks, Spreeuwenberg, B. Zanders, T. Zanders, Janssen RESERVEBANK: Tissen, Wijnhoven, J. Beurskens, R. Zanders, Van Rensch, G. Beurskens | D. van Crooij, Dekker 40' 46' ( Röseler), Promes, Kum, R. Janssen 80' ( Labylle), Post 46' ( Van Bruggen), Rutten 46' ( S. Steijn), Sušić, Kiesewetter 46' ( Roemer), Mlapa, Grot 70' ( Hunte) RESERVEBANK: Verbong, Korkmaz, Van Dijck |  |
| Bijz.: Kiesewetter speelt op proef mee. Ook de meetrainende, contractloze Hunte krijgt speeltijd. |                  |           |           | | |  |

| zaterdag 21 juli 2018, 16:00                                                                      | De Treffers | 0-3 (0-1) | VVV-Venlo                           | Opstelling De Treffers | Opstelling VVV-Venlo |
| Stadion: Sportpark "Ter Horst", Horst Toeschouwers: 450                                           |             |           | 42' Rutten 47' Van Bruggen 56' Grot |                        | Unnerstall, Rutten, Röseler 83' ( Korkmaz), Kum 79' ( Promes), Labylle, Post 68' ( Dekker), Van Bruggen, Sušić 81' ( S. Steijn), Kiesewetter 57' ( Roemer), Grot, Hunte RESERVEBANK: D. van Crooij, Verbong, R. Janssen, Van Dijck |
| Stadion: Sportpark "Ter Horst", Horst Toeschouwers: 450                                           |             |           |                                     |                        | Unnerstall, Rutten, Röseler 83' ( Korkmaz), Kum 79' ( Promes), Labylle, Post 68' ( Dekker), Van Bruggen, Sušić 81' ( S. Steijn), Kiesewetter 57' ( Roemer), Grot, Hunte RESERVEBANK: D. van Crooij, Verbong, R. Janssen, Van Dijck |
| Stadion: Sportpark "Ter Horst", Horst Toeschouwers: 450                                           |             |           |                                     |                        | Unnerstall, Rutten, Röseler 83' ( Korkmaz), Kum 79' ( Promes), Labylle, Post 68' ( Dekker), Van Bruggen, Sušić 81' ( S. Steijn), Kiesewetter 57' ( Roemer), Grot, Hunte RESERVEBANK: D. van Crooij, Verbong, R. Janssen, Van Dijck |
| Bijz.: Kiesewetter speelt op proef mee. Ook de meetrainende, contractloze Hunte krijgt speeltijd. |             |           |                                     |                        | |

| vrijdag 27 juli 2018, 19:30                                                  | VVV-Venlo                | 2-1 (2-0) | FC Twente      | Opstelling VVV-Venlo | Opstelling FC Twente |  |
| Stadion: Stadion De Koel, Venlo Toeschouwers: 1.747 Arbiter: Van den Kerkhof | Sušić (pen.) 2' Grot 21' |           | 75' Oosterwijk | Unnerstall, Rutten, Promes, Röseler, R. Janssen, Van Bruggen 56' ( Linthorst), Post , Sušić 85' ( Dekker), Van Ooijen 61' ( Roemer), Grot 74' ( Labylle), Samuelsen RESERVEBANK: D. van Crooij, Verbong, Kum, Korkmaz, Van Dijck, S. Janssen, S. Steijn | Drommel, Van der Lely 78' ( Wieffer), Bijen 78' ( Browning), Schenk 60' ( Felix), Maria 78' ( Taha), Brama 78' ( Van der Heyden), Smith 60' ( Laukart), Hölscher 78' ( Fernandes), Fernandes 60' ( Oosterwijk), Bapoh 78' ( Zerrouki), Trotman 60' ( Frimann) RESERVEBANK: Hengelman, De Lange |  |
| Stadion: Stadion De Koel, Venlo Toeschouwers: 1.747 Arbiter: Van den Kerkhof |                          |           |                | Unnerstall, Rutten, Promes, Röseler, R. Janssen, Van Bruggen 56' ( Linthorst), Post , Sušić 85' ( Dekker), Van Ooijen 61' ( Roemer), Grot 74' ( Labylle), Samuelsen RESERVEBANK: D. van Crooij, Verbong, Kum, Korkmaz, Van Dijck, S. Janssen, S. Steijn | Drommel, Van der Lely 78' ( Wieffer), Bijen 78' ( Browning), Schenk 60' ( Felix), Maria 78' ( Taha), Brama 78' ( Van der Heyden), Smith 60' ( Laukart), Hölscher 78' ( Fernandes), Fernandes 60' ( Oosterwijk), Bapoh 78' ( Zerrouki), Trotman 60' ( Frimann) RESERVEBANK: Hengelman, De Lange |  |
| Stadion: Stadion De Koel, Venlo Toeschouwers: 1.747 Arbiter: Van den Kerkhof |                          |           |                | Unnerstall, Rutten, Promes, Röseler, R. Janssen, Van Bruggen 56' ( Linthorst), Post , Sušić 85' ( Dekker), Van Ooijen 61' ( Roemer), Grot 74' ( Labylle), Samuelsen RESERVEBANK: D. van Crooij, Verbong, Kum, Korkmaz, Van Dijck, S. Janssen, S. Steijn | Drommel, Van der Lely 78' ( Wieffer), Bijen 78' ( Browning), Schenk 60' ( Felix), Maria 78' ( Taha), Brama 78' ( Van der Heyden), Smith 60' ( Laukart), Hölscher 78' ( Fernandes), Fernandes 60' ( Oosterwijk), Bapoh 78' ( Zerrouki), Trotman 60' ( Frimann) RESERVEBANK: Hengelman, De Lange |  |
| Bijz.: VVV wint 15e editie Herman Teeuwen Memorial.                          |                          |           |                | | |  |

| maandag 30 juli 2018, 18:30                                              | Werder Bremen | 1-1 (1-0) | VVV-Venlo     | Opstelling Werder Bremen | Opstelling VVV-Venlo |  |
| Stadion: Heinz-Dettmer-Stadion, Lohne Toeschouwers: 2.815 Arbiter: Bokop | Harnik 23'    |           | 50' Samuelsen | Pavlenka 46' ( Plogmann), Friedl 70' ( Beste), Moisander 56', Veljković 46' ( Langkamp), Gebre Selassie, Bargfrede, Rashica 46' ( Kainz 90'), Klaassen 70' ( J. Eggestein), M. Eggestein, Harnik 29' ( Osako), Kruse 70' ( Pizarro) RESERVEBANK: Beijmo, Mbom, Jacobsen | Unnerstall, Dekker 84' ( Korkmaz), Promes 87' ( S. Janssen), Röseler, Kum 84' ( R. Janssen), Rutten 46' ( Van Bruggen), Post 46' ( Linthorst), Sušić, Van Ooijen 70' ( Labylle), Grot, Samuelsen RESERVEBANK: D. van Crooij, Verbong, Van Dijck, S. Steijn, Roemer |  |
| Stadion: Heinz-Dettmer-Stadion, Lohne Toeschouwers: 2.815 Arbiter: Bokop |               |           |               | Pavlenka 46' ( Plogmann), Friedl 70' ( Beste), Moisander 56', Veljković 46' ( Langkamp), Gebre Selassie, Bargfrede, Rashica 46' ( Kainz 90'), Klaassen 70' ( J. Eggestein), M. Eggestein, Harnik 29' ( Osako), Kruse 70' ( Pizarro) RESERVEBANK: Beijmo, Mbom, Jacobsen | Unnerstall, Dekker 84' ( Korkmaz), Promes 87' ( S. Janssen), Röseler, Kum 84' ( R. Janssen), Rutten 46' ( Van Bruggen), Post 46' ( Linthorst), Sušić, Van Ooijen 70' ( Labylle), Grot, Samuelsen RESERVEBANK: D. van Crooij, Verbong, Van Dijck, S. Steijn, Roemer |  |
| Stadion: Heinz-Dettmer-Stadion, Lohne Toeschouwers: 2.815 Arbiter: Bokop |               |           |               | Pavlenka 46' ( Plogmann), Friedl 70' ( Beste), Moisander 56', Veljković 46' ( Langkamp), Gebre Selassie, Bargfrede, Rashica 46' ( Kainz 90'), Klaassen 70' ( J. Eggestein), M. Eggestein, Harnik 29' ( Osako), Kruse 70' ( Pizarro) RESERVEBANK: Beijmo, Mbom, Jacobsen | Unnerstall, Dekker 84' ( Korkmaz), Promes 87' ( S. Janssen), Röseler, Kum 84' ( R. Janssen), Rutten 46' ( Van Bruggen), Post 46' ( Linthorst), Sušić, Van Ooijen 70' ( Labylle), Grot, Samuelsen RESERVEBANK: D. van Crooij, Verbong, Van Dijck, S. Steijn, Roemer |  |
|                                                                          |               |           |               | | |  |

| zaterdag 4 augustus 2018, 16:00                           | VVV-Venlo            | 2-0 (1-0) | FC Volendam | Opstelling VVV-Venlo | Opstelling FC Volendam |  |
| Stadion: Sportpark "Dijckerhof", Reuver Toeschouwers: 700 | Roemer 36' Sušić 48' |           |             | Unnerstall, Kum, Röseler 43', Promes 77' ( Dekker), R. Janssen 78' ( Borgmann), Van Bruggen, Post , Linthorst 33' ( Roemer), Sušić, Van Ooijen 75' ( S. Janssen), Samuelsen 61' ( Bastiaans) RESERVEBANK: D. van Crooij, Verbong, Korkmaz, Van Dijck, Wienhoven | Michaelis, Betti 74' ( R. Schouten), M. Tol, Klinkenberg, Kok 71' ( Evers), Plat 71' ( Runderkamp), Doodeman 28' ( Kaars), G. Vlak 55' ( Veerman), Stroo 62' ( Antwi), Visser , Berenstein 71' ( Ten Den) |  |
| Stadion: Sportpark "Dijckerhof", Reuver Toeschouwers: 700 |                      |           |             | Unnerstall, Kum, Röseler 43', Promes 77' ( Dekker), R. Janssen 78' ( Borgmann), Van Bruggen, Post , Linthorst 33' ( Roemer), Sušić, Van Ooijen 75' ( S. Janssen), Samuelsen 61' ( Bastiaans) RESERVEBANK: D. van Crooij, Verbong, Korkmaz, Van Dijck, Wienhoven | Michaelis, Betti 74' ( R. Schouten), M. Tol, Klinkenberg, Kok 71' ( Evers), Plat 71' ( Runderkamp), Doodeman 28' ( Kaars), G. Vlak 55' ( Veerman), Stroo 62' ( Antwi), Visser , Berenstein 71' ( Ten Den) |  |
| Stadion: Sportpark "Dijckerhof", Reuver Toeschouwers: 700 |                      |           |             | Unnerstall, Kum, Röseler 43', Promes 77' ( Dekker), R. Janssen 78' ( Borgmann), Van Bruggen, Post , Linthorst 33' ( Roemer), Sušić, Van Ooijen 75' ( S. Janssen), Samuelsen 61' ( Bastiaans) RESERVEBANK: D. van Crooij, Verbong, Korkmaz, Van Dijck, Wienhoven | Michaelis, Betti 74' ( R. Schouten), M. Tol, Klinkenberg, Kok 71' ( Evers), Plat 71' ( Runderkamp), Doodeman 28' ( Kaars), G. Vlak 55' ( Veerman), Stroo 62' ( Antwi), Visser , Berenstein 71' ( Ten Den) |  |
| Bijz.: Borgmann speelt op proef mee.                      |                      |           |             | | |  |

### Tijdens het seizoen
| dinsdag 21 augustus 2018, 19:30                                | VVV-Venlo                   | 2-2 (0-1) | SC Union Nettetal           | Opstelling VVV-Venlo | Opstelling SC Union Nettetal |
| Stadion: Stadion De Koel, Venlo Toeschouwers: 400 Arbiter: Kok | S. Steijn 47' Bastiaans 83' |           | 44' Touratzidis 74' Popović | D. van Crooij , Dekker, Van Bruggen, Korkmaz 75' ( Van Dijck), Borgmann, S. Steijn, Linthorst 85' ( De Wilde), Sušić, Roemer, Opoku, S. Janssen 80' ( Bastiaans) RESERVEBANK: Verbong, Samson, Kokkinis |                              |
| Stadion: Stadion De Koel, Venlo Toeschouwers: 400 Arbiter: Kok |                             |           |                             | D. van Crooij , Dekker, Van Bruggen, Korkmaz 75' ( Van Dijck), Borgmann, S. Steijn, Linthorst 85' ( De Wilde), Sušić, Roemer, Opoku, S. Janssen 80' ( Bastiaans) RESERVEBANK: Verbong, Samson, Kokkinis |                              |
| Stadion: Stadion De Koel, Venlo Toeschouwers: 400 Arbiter: Kok |                             |           |                             | D. van Crooij , Dekker, Van Bruggen, Korkmaz 75' ( Van Dijck), Borgmann, S. Steijn, Linthorst 85' ( De Wilde), Sušić, Roemer, Opoku, S. Janssen 80' ( Bastiaans) RESERVEBANK: Verbong, Samson, Kokkinis |                              |
|                                                                |                             |           |                             | |                              |

| maandag 3 september 2018, 20:00              | VVV-Venlo                                                                         | 7-0 (1-0) | VV Chevremont | Opstelling VVV-Venlo | Opstelling VV Chevremont |
| Stadion: Stadion De Koel, Venlo Arbiter: Kok | Mlapa 1' Mlapa 48' Peeters 62' Sušić 73' Daniëls 79' Daniëls 82' Sušić (pen.) 87' |           |               | D. van Crooij , Dekker, Korkmaz, Van Dijck 46' ( Van de Vorst), Borgmann, Van Bruggen, Linthorst 46' ( Peeters), Sušić, Roemer 46' ( Geurts), Mlapa 68' ( Januário), Joosten 46' ( Daniëls) RESERVEBANK: Verbong, Samson, S. Janssen |                          |
| Stadion: Stadion De Koel, Venlo Arbiter: Kok |                                                                                   |           |               | D. van Crooij , Dekker, Korkmaz, Van Dijck 46' ( Van de Vorst), Borgmann, Van Bruggen, Linthorst 46' ( Peeters), Sušić, Roemer 46' ( Geurts), Mlapa 68' ( Januário), Joosten 46' ( Daniëls) RESERVEBANK: Verbong, Samson, S. Janssen |                          |
| Stadion: Stadion De Koel, Venlo Arbiter: Kok |                                                                                   |           |               | D. van Crooij , Dekker, Korkmaz, Van Dijck 46' ( Van de Vorst), Borgmann, Van Bruggen, Linthorst 46' ( Peeters), Sušić, Roemer 46' ( Geurts), Mlapa 68' ( Januário), Joosten 46' ( Daniëls) RESERVEBANK: Verbong, Samson, S. Janssen |                          |
|                                              |                                                                                   |           |               | |                          |

| dinsdag 18 september 2018, 20:00 | VVV-Venlo                                                                         | 7-0 (3-0) | Venlosche Boys | Opstelling VVV-Venlo | Opstelling Venlosche Boys |
| Stadion: Stadion De Koel, Venlo  | Samuelsen 5' Grot 9' Grot 36' Samuelsen 47' Grot 59' S. Janssen 66' S. Steijn 75' |           |                | D. van Crooij , Dekker, Van Bruggen, Kum 64' ( S. Janssen), Borgmann, S. Steijn 80' ( Roemer), Linthorst 80' ( Bastiaans), Van Ooijen 80' ( Van Dijck), Joosten, Grot, Samuelsen RESERVEBANK: Verbong |                           |
| Stadion: Stadion De Koel, Venlo  |                                                                                   |           |                | D. van Crooij , Dekker, Van Bruggen, Kum 64' ( S. Janssen), Borgmann, S. Steijn 80' ( Roemer), Linthorst 80' ( Bastiaans), Van Ooijen 80' ( Van Dijck), Joosten, Grot, Samuelsen RESERVEBANK: Verbong |                           |
| Stadion: Stadion De Koel, Venlo  |                                                                                   |           |                | D. van Crooij , Dekker, Van Bruggen, Kum 64' ( S. Janssen), Borgmann, S. Steijn 80' ( Roemer), Linthorst 80' ( Bastiaans), Van Ooijen 80' ( Van Dijck), Joosten, Grot, Samuelsen RESERVEBANK: Verbong |                           |
|                                  |                                                                                   |           |                | |                           |

| woensdag 10 oktober 2018, 19:30 | VVV-Venlo | 0-1 (0-0) | EVV           | Opstelling VVV-Venlo | Opstelling EVV |  |
| Stadion: Stadion De Koel, Venlo |           |           | 49' Van Dijck | D. van Crooij , Dekker 35' ( Linthorst), Korkmaz 59' ( Van Dijck), R. Janssen, Borgmann 86' ( Peeters), Van Ooijen, Van Bruggen, S. Janssen, Roemer, Joosten, S. Steijn RESERVEBANK: Verbong, Van de Vorst | Derksen, Schilken 46' ( Roumen), Kochanowski, Geenen 79' ( Tinnemans), Remco Gielen 74' ( Hussenhoven), Ramadhani, Dings, Roy Gielen, Van Dijck 70' ( Yalçınkaya), Džurlić 63' ( Beelen), Rijkers 46' ( Simmons) RESERVEBANK: Vercruysse |  |
| Stadion: Stadion De Koel, Venlo |           |           |               | D. van Crooij , Dekker 35' ( Linthorst), Korkmaz 59' ( Van Dijck), R. Janssen, Borgmann 86' ( Peeters), Van Ooijen, Van Bruggen, S. Janssen, Roemer, Joosten, S. Steijn RESERVEBANK: Verbong, Van de Vorst | Derksen, Schilken 46' ( Roumen), Kochanowski, Geenen 79' ( Tinnemans), Remco Gielen 74' ( Hussenhoven), Ramadhani, Dings, Roy Gielen, Van Dijck 70' ( Yalçınkaya), Džurlić 63' ( Beelen), Rijkers 46' ( Simmons) RESERVEBANK: Vercruysse |  |
| Stadion: Stadion De Koel, Venlo |           |           |               | D. van Crooij , Dekker 35' ( Linthorst), Korkmaz 59' ( Van Dijck), R. Janssen, Borgmann 86' ( Peeters), Van Ooijen, Van Bruggen, S. Janssen, Roemer, Joosten, S. Steijn RESERVEBANK: Verbong, Van de Vorst | Derksen, Schilken 46' ( Roumen), Kochanowski, Geenen 79' ( Tinnemans), Remco Gielen 74' ( Hussenhoven), Ramadhani, Dings, Roy Gielen, Van Dijck 70' ( Yalçınkaya), Džurlić 63' ( Beelen), Rijkers 46' ( Simmons) RESERVEBANK: Vercruysse |  |
|                                 |           |           |               | | |  |

| woensdag 14 november 2018, 14:30 | VVV-Venlo     | 1-4 (1-1) | De Graafschap                                      | Opstelling VVV-Venlo | Opstelling De Graafschap |  |
| Stadion: Stadion De Koel, Venlo  | Samuelsen 13' |           | 39' Bakker 59' Tutuarima 75' Nijland 90' Thomassen | D. van Crooij , Kum, Van Bruggen, S. Janssen 85' ( Korkmaz), Borgmann, Linthorst, S. Steijn, Van Ooijen, Bastiaans, Samuelsen, Joosten RESERVEBANK: Verbong, Rutten, Seuntjens, Grot, Sušić | Jurjus, Owusu 60' ( Abena), S. Nieuwpoort 46' ( Van de Pavert), Straalman, L. Nieuwpoort, Tutuarima, Klaasen 60' ( Vet), Hamdaoui 60' ( Nijland), Bakker 60' ( Van Mieghem), Narsingh 77' ( Bakker), Serrarens 46' ( Thomassen) |  |
| Stadion: Stadion De Koel, Venlo  |               |           |                                                    | D. van Crooij , Kum, Van Bruggen, S. Janssen 85' ( Korkmaz), Borgmann, Linthorst, S. Steijn, Van Ooijen, Bastiaans, Samuelsen, Joosten RESERVEBANK: Verbong, Rutten, Seuntjens, Grot, Sušić | Jurjus, Owusu 60' ( Abena), S. Nieuwpoort 46' ( Van de Pavert), Straalman, L. Nieuwpoort, Tutuarima, Klaasen 60' ( Vet), Hamdaoui 60' ( Nijland), Bakker 60' ( Van Mieghem), Narsingh 77' ( Bakker), Serrarens 46' ( Thomassen) |  |
| Stadion: Stadion De Koel, Venlo  |               |           |                                                    | D. van Crooij , Kum, Van Bruggen, S. Janssen 85' ( Korkmaz), Borgmann, Linthorst, S. Steijn, Van Ooijen, Bastiaans, Samuelsen, Joosten RESERVEBANK: Verbong, Rutten, Seuntjens, Grot, Sušić | Jurjus, Owusu 60' ( Abena), S. Nieuwpoort 46' ( Van de Pavert), Straalman, L. Nieuwpoort, Tutuarima, Klaasen 60' ( Vet), Hamdaoui 60' ( Nijland), Bakker 60' ( Van Mieghem), Narsingh 77' ( Bakker), Serrarens 46' ( Thomassen) |  |
|                                  |               |           |                                                    | | |  |

| zaterdag 12 januari 2019, 14:30                                     | VVV-Venlo           | 2-0 (1-0) | FC Viktoria Köln 1904 | Opstelling VVV-Venlo | Opstelling FC Viktoria Köln 1904 |  |
| Stadion: Stadion De Koel, Venlo Toeschouwers: 612 Arbiter: De Graaf | Opoku 28' Opoku 67' |           |                       | Unnerstall 46' ( D. van Crooij), Dekker 62' ( Rutten), Promes 80' ( S. Janssen), Röseler, Borgmann, Post 31' ( Linthorst), Seuntjens, Sušić 69' ( Van Bruggen), Opoku, Mlapa, Grot 46' ( Samuelsen) RESERVEBANK: Verbong, Korkmaz, S. Steijn | Patzler 46' ( Depta), Koronkiewicz 46' ( Shala), Fraundörfer 46' ( Reiche), Willers 46' ( Maier), Baumgärtel 46' ( Lang), Klefisch 46' ( Saghiri), Wimmer 46' ( Derflinger), Wunderlich 46' ( Popovits), Gottschling 46' ( Holzweiler), Golley 46' ( Kreyer), Bunjaku 46' ( Mfumu) RESERVEBANK: Meyer |  |
| Stadion: Stadion De Koel, Venlo Toeschouwers: 612 Arbiter: De Graaf |                     |           |                       | Unnerstall 46' ( D. van Crooij), Dekker 62' ( Rutten), Promes 80' ( S. Janssen), Röseler, Borgmann, Post 31' ( Linthorst), Seuntjens, Sušić 69' ( Van Bruggen), Opoku, Mlapa, Grot 46' ( Samuelsen) RESERVEBANK: Verbong, Korkmaz, S. Steijn | Patzler 46' ( Depta), Koronkiewicz 46' ( Shala), Fraundörfer 46' ( Reiche), Willers 46' ( Maier), Baumgärtel 46' ( Lang), Klefisch 46' ( Saghiri), Wimmer 46' ( Derflinger), Wunderlich 46' ( Popovits), Gottschling 46' ( Holzweiler), Golley 46' ( Kreyer), Bunjaku 46' ( Mfumu) RESERVEBANK: Meyer |  |
| Stadion: Stadion De Koel, Venlo Toeschouwers: 612 Arbiter: De Graaf |                     |           |                       | Unnerstall 46' ( D. van Crooij), Dekker 62' ( Rutten), Promes 80' ( S. Janssen), Röseler, Borgmann, Post 31' ( Linthorst), Seuntjens, Sušić 69' ( Van Bruggen), Opoku, Mlapa, Grot 46' ( Samuelsen) RESERVEBANK: Verbong, Korkmaz, S. Steijn | Patzler 46' ( Depta), Koronkiewicz 46' ( Shala), Fraundörfer 46' ( Reiche), Willers 46' ( Maier), Baumgärtel 46' ( Lang), Klefisch 46' ( Saghiri), Wimmer 46' ( Derflinger), Wunderlich 46' ( Popovits), Gottschling 46' ( Holzweiler), Golley 46' ( Kreyer), Bunjaku 46' ( Mfumu) RESERVEBANK: Meyer |  |
|                                                                     |                     |           |                       | | |  |

| dinsdag 15 januari 2019, 19:00                                 | VVV-Venlo                          | 2-0 (2-0) | SV Straelen | Opstelling VVV-Venlo | Opstelling SV Straelen |
| Stadion: Stadion De Koel, Venlo Toeschouwers: 250 Arbiter: Kok | Samuelsen 12' Samuelsen (pen.) 15' |           |             | Unnerstall, Dekker 56' ( Van Dijck), Van Bruggen, Korkmaz, Rutten 62' ( Van de Vorst), Post 62' ( S. Janssen), S. Steijn, Van Ooijen, Samuelsen, Grot, Joosten 56' ( Roemer) RESERVEBANK: Verbong, Bastiaans, Wienhoven |                        |
| Stadion: Stadion De Koel, Venlo Toeschouwers: 250 Arbiter: Kok |                                    |           |             | Unnerstall, Dekker 56' ( Van Dijck), Van Bruggen, Korkmaz, Rutten 62' ( Van de Vorst), Post 62' ( S. Janssen), S. Steijn, Van Ooijen, Samuelsen, Grot, Joosten 56' ( Roemer) RESERVEBANK: Verbong, Bastiaans, Wienhoven |                        |
| Stadion: Stadion De Koel, Venlo Toeschouwers: 250 Arbiter: Kok |                                    |           |             | Unnerstall, Dekker 56' ( Van Dijck), Van Bruggen, Korkmaz, Rutten 62' ( Van de Vorst), Post 62' ( S. Janssen), S. Steijn, Van Ooijen, Samuelsen, Grot, Joosten 56' ( Roemer) RESERVEBANK: Verbong, Bastiaans, Wienhoven |                        |
|                                                                |                                    |           |             | |                        |

| dinsdag 22 januari 2019, 19:30     | VVV-Venlo |  | SV Venray | Opstelling VVV-Venlo | Opstelling SV Venray |
| Stadion: Stadion De Koel, Venlo    |           |  |           |                      |                      |
|                                    |           |  |           |                      |                      |
|                                    |           |  |           |                      |                      |
| Bijz.: Afgelast vanwege sneeuwval. |           |  |           |                      |                      |

| dinsdag 12 februari 2019, 15:00 | VVV-Venlo                   | 2-0 (1-0) | FC Den Bosch | Opstelling VVV-Venlo | Opstelling FC Den Bosch |  |
| Stadion: Stadion De Koel, Venlo | S. Steijn 24' Samuelsen 54' |           |              | D. van Crooij 46' ( Verbong), Dekker 46' ( Van Dijck), Van Bruggen, Korkmaz 69' ( Roeffen), Borgmann, S. Janssen, Linthorst 46' ( Daniëls), S. Steijn, Roemer, Samuelsen, Grot 46' ( Bastiaans) | Leijten, Romat, Velkov 46' ( Väisänen), Marchioni, Carolina, Blummel 46' ( Deijl), Van Son, Holla 46' ( Khammas), Oulad Omar, Vermeij 46' ( Sappinen), Van der Sande RESERVEBANK: Heus |  |
| Stadion: Stadion De Koel, Venlo |                             |           |              | D. van Crooij 46' ( Verbong), Dekker 46' ( Van Dijck), Van Bruggen, Korkmaz 69' ( Roeffen), Borgmann, S. Janssen, Linthorst 46' ( Daniëls), S. Steijn, Roemer, Samuelsen, Grot 46' ( Bastiaans) | Leijten, Romat, Velkov 46' ( Väisänen), Marchioni, Carolina, Blummel 46' ( Deijl), Van Son, Holla 46' ( Khammas), Oulad Omar, Vermeij 46' ( Sappinen), Van der Sande RESERVEBANK: Heus |  |
| Stadion: Stadion De Koel, Venlo |                             |           |              | D. van Crooij 46' ( Verbong), Dekker 46' ( Van Dijck), Van Bruggen, Korkmaz 69' ( Roeffen), Borgmann, S. Janssen, Linthorst 46' ( Daniëls), S. Steijn, Roemer, Samuelsen, Grot 46' ( Bastiaans) | Leijten, Romat, Velkov 46' ( Väisänen), Marchioni, Carolina, Blummel 46' ( Deijl), Van Son, Holla 46' ( Khammas), Oulad Omar, Vermeij 46' ( Sappinen), Van der Sande RESERVEBANK: Heus |  |
|                                 |                             |           |              | | |  |

| dinsdag 26 februari 2019, 19:30 | VVV-Venlo                                                                             | 6-0 (1-0) | SV Venray | Opstelling VVV-Venlo | Opstelling SV Venray |
| Stadion: Stadion De Koel, Venlo | Van de Vorst 29' S. Janssen 55' Van Dijck 60' S. Janssen 70' Wienhoven 77' Roemer 90' |           |           | Verbong, Dekker, Van Dijck, Korkmaz 46' ( J. Munsters), Borgmann, S. Janssen, Opoku, Van de Vorst 67' ( Wienhoven), Roemer, Grot, Bastiaans RESERVEBANK: Craenmehr, Roeffen, Kokkinis |                      |
| Stadion: Stadion De Koel, Venlo |                                                                                       |           |           | Verbong, Dekker, Van Dijck, Korkmaz 46' ( J. Munsters), Borgmann, S. Janssen, Opoku, Van de Vorst 67' ( Wienhoven), Roemer, Grot, Bastiaans RESERVEBANK: Craenmehr, Roeffen, Kokkinis |                      |
| Stadion: Stadion De Koel, Venlo |                                                                                       |           |           | Verbong, Dekker, Van Dijck, Korkmaz 46' ( J. Munsters), Borgmann, S. Janssen, Opoku, Van de Vorst 67' ( Wienhoven), Roemer, Grot, Bastiaans RESERVEBANK: Craenmehr, Roeffen, Kokkinis |                      |
|                                 |                                                                                       |           |           | |                      |

## Statistieken

### Eindstand VVV-Venlo in Eredivisie 2018/2019
| Stand | Gespeeld | Gewonnen | Gelijk | Verloren | Punten | Doelpunten voor | Doelpunten tegen | Gele kaarten | Rode kaarten |
| ----- | -------- | -------- | ------ | -------- | ------ | --------------- | ---------------- | ------------ | ------------ |
| 12e   | 34       | 11       | 8      | 15       | 41     | 47              | 63               | 46           | 3            |

### Stand, punten en doelpunten per speelronde 2018/2019
| Speelronde                            | 1  | 2  | 3  | 4  | 5  | 6  | 7  | 8  | 9  | 10 | 11 | 12 | 13 | 14 | -  | 15 | 16 | 17 | 18 | 19 | 20 | 21 | 22 | 23 | 24  | 25  | 26  | 27  | 28  | 29  | 30  | 31  | 32  | 33  | 34  | Totaal |
| ------------------------------------- | -- | -- | -- | -- | -- | -- | -- | -- | -- | -- | -- | -- | -- | -- | -- | -- | -- | -- | -- | -- | -- | -- | -- | -- | --- | --- | --- | --- | --- | --- | --- | --- | --- | --- | --- | ------ |
| Aantal punten per speelronde          | 3  | 0  | 1  | 1  | 3  | 3  | 0  | 0  | 3  | 1  | -  | 3  | 1  | 0  | 0  | 1  | 0  | 3  | 3  | 0  | 0  | 3  | 0  | 0  | 0   | 3   | 0   | 1   | 0   | 0   | 1   | 3   | 1   | 3   | 0   | 41     |
| Aantal punten na speelronde           | 3  | 3  | 4  | 5  | 8  | 11 | 11 | 11 | 14 | 15 | 15 | 18 | 19 | 19 | 19 | 20 | 20 | 23 | 26 | 26 | 26 | 29 | 29 | 29 | 29  | 32  | 32  | 33  | 33  | 33  | 34  | 37  | 38  | 41  | 41  | 41     |
| Stand na speelronde                   | 7e | 8e | 7e | 9e | 7e | 6e | 6e | 7e | 5e | 6e | 6e | 5e | 7e | 7e | 8e | 9e | 9e | 8e | 7e | 7e | 7e | 7e | 8e | 8e | 10e | 10e | 11e | 11e | 11e | 13e | 13e | 11e | 13e | 12e | 12e | 12e    |
| Aantal doelpunten per speelronde      | 1  | 0  | 1  | 1  | 2  | 3  | 0  | 0  | 2  | 1  | -  | 3  | 2  | 1  | 1  | 0  | 1  | 2  | 4  | 2  | 0  | 2  | 0  | 0  | 2   | 1   | 0   | 1   | 2   | 0   | 1   | 4   | 2   | 4   | 1   | 47     |
| Aantal tegendoelpunten per speelronde | 0  | 1  | 1  | 1  | 1  | 0  | 1  | 4  | 0  | 1  | -  | 2  | 2  | 4  | 4  | 0  | 2  | 0  | 2  | 3  | 6  | 1  | 3  | 1  | 3   | 0   | 1   | 1   | 6   | 3   | 1   | 1   | 2   | 2   | 3   | 63     |
| Aantal gele kaarten per speelronde    | 2  | 0  | 1  | 1  | 2  | 0  | 2  | 2  | 2  | 2  | -  | 2  | 4  | 0  | 0  | 2  | 2  | 2  | 1  | 2  | 1  | 3  | 1  | 2  | 1   | 3   | 0   | 3   | 0   | 0   | 1   | 0   | 1   | 1   | 0   | 46     |

### Statistieken
|                          | Eredivisie | Totaal    |
| ------------------------ | ---------- | --------- |
| Wedstrijden              | 34 van 34  | 34 van 34 |
| Gewonnen                 | 11 van 34  | 11 van 34 |
| Gelijk                   | 8 van 34   | 8 van 34  |
| Verloren                 | 15 van 34  | 15 van 34 |
| Thuis                    | 17 van 17  | 17 van 17 |
| Uit                      | 17 van 17  | 17 van 17 |
| Gele kaarten             | 46         | 46        |
| Rode kaarten             | 3          | 3         |
| 2 × geel in 1 wedstrijd  | 0          | 0         |
| Aantal wissels toegepast | 92         | 92        |
| Doelpunten voor          | 47         | 47        |
| Doelpunten tegen         | 63         | 63        |
| Doelsaldo                | -16        | -16       |
| De nul gehouden          | 6          | 6         |
| Strafschoppen voor       | 5          | 5         |
| Strafschoppen tegen      | 8          | 8         |

Legenda
- W Wedstrijden
- Doelpunt
- Gele kaart
- 2× gele kaart in 1 wedstrijd
- Rode kaart

| Nat.                           | Spelersnaam            | Eredivisie | Eredivisie | Eredivisie | Eredivisie | Eredivisie |  | KNVB beker | KNVB beker | KNVB beker | KNVB beker | KNVB beker |  | Play-offs | Play-offs | Play-offs | Play-offs | Play-offs |  | Totaal | Totaal | Totaal | Totaal | Totaal |
| ------------------------------ | ---------------------- | ---------- | ---------- | ---------- | ---------- | ---------- |  | ---------- | ---------- | ---------- | ---------- | ---------- |  | --------- | --------- | --------- | --------- | --------- |  | ------ | ------ | ------ | ------ | ------ |
| Nat.                           | Spelersnaam            | W          |            |            |            |            |  | W          |            |            |            |            |  | W         |           |           |           |           |  | W      |        |        |        |        |
| Keepers                        |                        |            |            |            |            |            |  |            |            |            |            |            |  |           |           |           |           |           |  |        |        |        |        |        |
| Vlag van Nederland             | Jens Craenmehr         | 0          | 0          | 0          | 0          | 0          |  | 0          | 0          | 0          | 0          | 0          |  | 0         | 0         | 0         | 0         | 0         |  | 0      | 0      | 0      | 0      | 0      |
| Vlag van Nederland             | Delano van Crooij      | 2          | 0          | 0          | 0          | 0          |  | 1          | 0          | 0          | 0          | 0          |  | 0         | 0         | 0         | 0         | 0         |  | 3      | 0      | 0      | 0      | 0      |
| Vlag van Duitsland             | Lars Unnerstall        | 33         | 0          | 2          | 0          | 0          |  | 1          | 0          | 0          | 0          | 0          |  | 0         | 0         | 0         | 0         | 0         |  | 34     | 0      | 2      | 0      | 0      |
| Vlag van Nederland             | Bram Verbong           | 0          | 0          | 0          | 0          | 0          |  | 0          | 0          | 0          | 0          | 0          |  | 0         | 0         | 0         | 0         | 0         |  | 0      | 0      | 0      | 0      | 0      |
| Verdediging                    |                        |            |            |            |            |            |  |            |            |            |            |            |  |           |           |           |           |           |  |        |        |        |        |        |
| Vlag van Duitsland             | Axel Borgmann          | 7          | 0          | 0          | 0          | 0          |  | 2          | 0          | 0          | 0          | 0          |  | 0         | 0         | 0         | 0         | 0         |  | 9      | 0      | 0      | 0      | 0      |
| Vlag van Nederland             | Damian van Bruggen     | 18         | 0          | 0          | 0          | 0          |  | 2          | 0          | 0          | 0          | 0          |  | 0         | 0         | 0         | 0         | 0         |  | 20     | 0      | 0      | 0      | 0      |
| Vlag van Duitsland             | Justin Coenen          | 0          | 0          | 0          | 0          | 0          |  | 0          | 0          | 0          | 0          | 0          |  | 0         | 0         | 0         | 0         | 0         |  | 0      | 0      | 0      | 0      | 0      |
| Vlag van Nederland             | Tristan Dekker         | 10         | 0          | 0          | 0          | 0          |  | 1          | 0          | 0          | 0          | 0          |  | 0         | 0         | 0         | 0         | 0         |  | 11     | 0      | 0      | 0      | 0      |
| Vlag van Nederland             | Stan van Dijck         | 0          | 0          | 0          | 0          | 0          |  | 0          | 0          | 0          | 0          | 0          |  | 0         | 0         | 0         | 0         | 0         |  | 0      | 0      | 0      | 0      | 0      |
| Vlag van Nederland             | Roel Janssen           | 23         | 0          | 4          | 0          | 1          |  | 0          | 0          | 0          | 0          | 0          |  | 0         | 0         | 0         | 0         | 0         |  | 23     | 0      | 4      | 0      | 1      |
| Vlag van Nederland             | Evren Korkmaz          | 2          | 0          | 0          | 0          | 0          |  | 0          | 0          | 0          | 0          | 0          |  | 0         | 0         | 0         | 0         | 0         |  | 2      | 0      | 0      | 0      | 0      |
| Vlag van Nederland             | Christian Kum          | 24         | 0          | 7          | 0          | 0          |  | 2          | 1          | 0          | 0          | 0          |  | 0         | 0         | 0         | 0         | 0         |  | 26     | 1      | 7      | 0      | 0      |
| Vlag van Kaapverdië            | Josimar Lima           | 2          | 0          | 0          | 0          | 0          |  | 0          | 0          | 0          | 0          | 0          |  | 0         | 0         | 0         | 0         | 0         |  | 2      | 0      | 0      | 0      | 0      |
| Vlag van Nederland             | Joep Munsters          | 0          | 0          | 0          | 0          | 0          |  | 0          | 0          | 0          | 0          | 0          |  | 0         | 0         | 0         | 0         | 0         |  | 0      | 0      | 0      | 0      | 0      |
| Vlag van Nederland             | Joost Peeters          | 0          | 0          | 0          | 0          | 0          |  | 0          | 0          | 0          | 0          | 0          |  | 0         | 0         | 0         | 0         | 0         |  | 0      | 0      | 0      | 0      | 0      |
| Vlag van Nederland             | Jerold Promes          | 22         | 0          | 4          | 0          | 0          |  | 0          | 0          | 0          | 0          | 0          |  | 0         | 0         | 0         | 0         | 0         |  | 22     | 0      | 4      | 0      | 0      |
| Vlag van Nederland             | Joël Roeffen           | 0          | 0          | 0          | 0          | 0          |  | 0          | 0          | 0          | 0          | 0          |  | 0         | 0         | 0         | 0         | 0         |  | 0      | 0      | 0      | 0      | 0      |
| Vlag van Duitsland             | Nils Röseler           | 34         | 1          | 3          | 0          | 0          |  | 1          | 0          | 0          | 0          | 0          |  | 0         | 0         | 0         | 0         | 0         |  | 35     | 1      | 3      | 0      | 0      |
| Vlag van Nederland             | Moreno Rutten          | 32         | 1          | 5          | 0          | 1          |  | 1          | 0          | 0          | 0          | 0          |  | 0         | 0         | 0         | 0         | 0         |  | 33     | 1      | 5      | 0      | 1      |
| Vlag van Nederland             | Martijn Samson         | 0          | 0          | 0          | 0          | 0          |  | 0          | 0          | 0          | 0          | 0          |  | 0         | 0         | 0         | 0         | 0         |  | 0      | 0      | 0      | 0      | 0      |
| Vlag van Nederland             | Kay van de Vorst       | 0          | 0          | 0          | 0          | 0          |  | 0          | 0          | 0          | 0          | 0          |  | 0         | 0         | 0         | 0         | 0         |  | 0      | 0      | 0      | 0      | 0      |
| Middenveld                     |                        |            |            |            |            |            |  |            |            |            |            |            |  |           |           |           |           |           |  |        |        |        |        |        |
| Vlag van Nederland             | Simon Janssen          | 1          | 0          | 0          | 0          | 0          |  | 1          | 0          | 1          | 0          | 0          |  | 0         | 0         | 0         | 0         | 0         |  | 2      | 0      | 1      | 0      | 0      |
| Vlag van Nederland             | Evert Linthorst        | 13         | 0          | 2          | 0          | 0          |  | 0          | 0          | 0          | 0          | 0          |  | 0         | 0         | 0         | 0         | 0         |  | 13     | 0      | 2      | 0      | 0      |
| Vlag van Nederland             | Peter van Ooijen       | 25         | 2          | 1          | 0          | 1          |  | 2          | 0          | 0          | 0          | 0          |  | 0         | 0         | 0         | 0         | 0         |  | 27     | 2      | 1      | 0      | 1      |
| Vlag van Nederland             | Danny Post             | 28         | 3          | 5          | 0          | 0          |  | 2          | 0          | 0          | 0          | 0          |  | 0         | 0         | 0         | 0         | 0         |  | 30     | 3      | 5      | 0      | 0      |
| Vlag van Nederland             | Ralf Seuntjens         | 29         | 2          | 2          | 0          | 0          |  | 1          | 0          | 0          | 0          | 0          |  | 0         | 0         | 0         | 0         | 0         |  | 30     | 2      | 2      | 0      | 0      |
| Vlag van Nederland             | Sem Steijn             | 2          | 1          | 0          | 0          | 0          |  | 1          | 0          | 0          | 0          | 0          |  | 0         | 0         | 0         | 0         | 0         |  | 3      | 1      | 0      | 0      | 0      |
| Vlag van Bosnië en Herzegovina | Tino-Sven Sušić        | 27         | 5          | 3          | 0          | 0          |  | 1          | 0          | 0          | 0          | 0          |  | 0         | 0         | 0         | 0         | 0         |  | 28     | 5      | 3      | 0      | 0      |
| Vlag van Nederland             | Paul Wienhoven         | 0          | 0          | 0          | 0          | 0          |  | 0          | 0          | 0          | 0          | 0          |  | 0         | 0         | 0         | 0         | 0         |  | 0      | 0      | 0      | 0      | 0      |
| Vlag van Nederland             | Ramon de Wilde         | 0          | 0          | 0          | 0          | 0          |  | 0          | 0          | 0          | 0          | 0          |  | 0         | 0         | 0         | 0         | 0         |  | 0      | 0      | 0      | 0      | 0      |
| Aanval                         |                        |            |            |            |            |            |  |            |            |            |            |            |  |           |           |           |           |           |  |        |        |        |        |        |
| Vlag van Nederland             | Aaron Bastiaans        | 0          | 0          | 0          | 0          | 0          |  | 0          | 0          | 0          | 0          | 0          |  | 0         | 0         | 0         | 0         | 0         |  | 0      | 0      | 0      | 0      | 0      |
| Vlag van Nederland             | Joop Daniëls           | 0          | 0          | 0          | 0          | 0          |  | 0          | 0          | 0          | 0          | 0          |  | 0         | 0         | 0         | 0         | 0         |  | 0      | 0      | 0      | 0      | 0      |
| Vlag van Nederland             | Joshua Geurts          | 0          | 0          | 0          | 0          | 0          |  | 0          | 0          | 0          | 0          | 0          |  | 0         | 0         | 0         | 0         | 0         |  | 0      | 0      | 0      | 0      | 0      |
| Vlag van Nederland             | Jay-Roy Grot           | 33         | 6          | 1          | 0          | 0          |  | 1          | 0          | 0          | 0          | 0          |  | 0         | 0         | 0         | 0         | 0         |  | 34     | 6      | 1      | 0      | 0      |
| Vlag van Duitsland             | Kimbyze-Kimby Januário | 0          | 0          | 0          | 0          | 0          |  | 0          | 0          | 0          | 0          | 0          |  | 0         | 0         | 0         | 0         | 0         |  | 0      | 0      | 0      | 0      | 0      |
| Vlag van Nederland             | Patrick Joosten        | 30         | 6          | 2          | 0          | 0          |  | 2          | 0          | 0          | 0          | 0          |  | 0         | 0         | 0         | 0         | 0         |  | 32     | 6      | 2      | 0      | 0      |
| Vlag van Griekenland           | Sotirios Kokkinis      | 0          | 0          | 0          | 0          | 0          |  | 0          | 0          | 0          | 0          | 0          |  | 0         | 0         | 0         | 0         | 0         |  | 0      | 0      | 0      | 0      | 0      |
| Vlag van Togo                  | Peniel Mlapa           | 30         | 15         | 4          | 0          | 0          |  | 2          | 0          | 0          | 0          | 0          |  | 0         | 0         | 0         | 0         | 0         |  | 32     | 15     | 4      | 0      | 0      |
| Vlag van Nederland             | Johnatan Opoku         | 29         | 5          | 1          | 0          | 0          |  | 1          | 0          | 0          | 0          | 0          |  | 0         | 0         | 0         | 0         | 0         |  | 30     | 5      | 1      | 0      | 0      |
| Vlag van Nederland             | Yahcuroo Roemer        | 0          | 0          | 0          | 0          | 0          |  | 1          | 0          | 0          | 0          | 0          |  | 0         | 0         | 0         | 0         | 0         |  | 1      | 0      | 0      | 0      | 0      |
| Vlag van Noorwegen             | Martin Samuelsen       | 10         | 0          | 0          | 0          | 0          |  | 2          | 2          | 0          | 0          | 0          |  | 0         | 0         | 0         | 0         | 0         |  | 12     | 2      | 0      | 0      | 0      |
| Nat.                           | Spelersnaam            | W          |            |            |            |            |  | W          |            |            |            |            |  | W         |           |           |           |           |  | W      |        |        |        |        |
| Nat.                           | Spelersnaam            | Eredivisie | Eredivisie | Eredivisie | Eredivisie | Eredivisie |  | KNVB beker | KNVB beker | KNVB beker | KNVB beker | KNVB beker |  | Play-offs | Play-offs | Play-offs | Play-offs | Play-offs |  | Totaal | Totaal | Totaal | Totaal | Totaal |

### Topscorers 2018/2019
| Nr.    | Naam             | Goal |
| ------ | ---------------- | ---- |
| 1      | Peniel Mlapa     | 15   |
| 2.     | Patrick Joosten  | 6    |
|        | Jay-Roy Grot     | 6    |
| 4.     | Tino-Sven Sušić  | 5    |
|        | Johnatan Opoku   | 5    |
| 6.     | Danny Post       | 3    |
| 7.     | Ralf Seuntjens   | 2    |
|        | Peter van Ooijen | 2    |
| 9.     | Nils Röseler     | 1    |
|        | Moreno Rutten    | 1    |
| 11.    | Sem Steijn       | 1    |
| Totaal | Totaal           | 47   |

| Nr.    | Naam             | Goal |
| ------ | ---------------- | ---- |
| 1.     | Martin Samuelsen | 2    |
| 2.     | Christian Kum    | 1    |
| Totaal | Totaal           | 3    |

| Nr.    | Naam               | Goal |
| ------ | ------------------ | ---- |
| 1.     | Peniel Mlapa       | 12   |
| 2.     | Jay-Roy Grot       | 9    |
| 3.     | Clint Leemans      | 8    |
| 4.     | Martin Samuelsen   | 7    |
| 5.     | Tino-Sven Sušić    | 6    |
| 6.     | Moreno Rutten      | 4    |
|        | Sem Steijn         | 4    |
|        | Simon Janssen      | 4    |
| 9.     | Kylian Hazard      | 3    |
|        | Paul Wienhoven     | 3    |
| 11.    | Evert Linthorst    | 2    |
|        | Aaron Bastiaans    | 2    |
|        | Joop Daniëls       | 2    |
|        | Johnatan Opoku     | 2    |
|        | Yahcuroo Roemer    | 2    |
| 16.    | Vito van Crooij    | 1    |
|        | Jerold Promes      | 1    |
|        | Ralf Seuntjens     | 1    |
|        | Christian Kum      | 1    |
|        | Damian van Bruggen | 1    |
|        | Joost Peeters      | 1    |
|        | Kay van de Vorst   | 1    |
| 23.    | Stan van Dijck     | 1    |
| Totaal | Totaal             | 78   |

ADO Den Haag ·
Ajax ·
AZ ·
FC Emmen ·
Excelsior ·
Feyenoord ·
Fortuna Sittard ·
De Graafschap ·
FC Groningen ·
sc Heerenveen ·
Heracles Almelo ·
NAC Breda ·
PEC Zwolle · 
PSV ·
FC Utrecht ·
Vitesse ·
VVV-Venlo ·
Willem II